# Фортификация

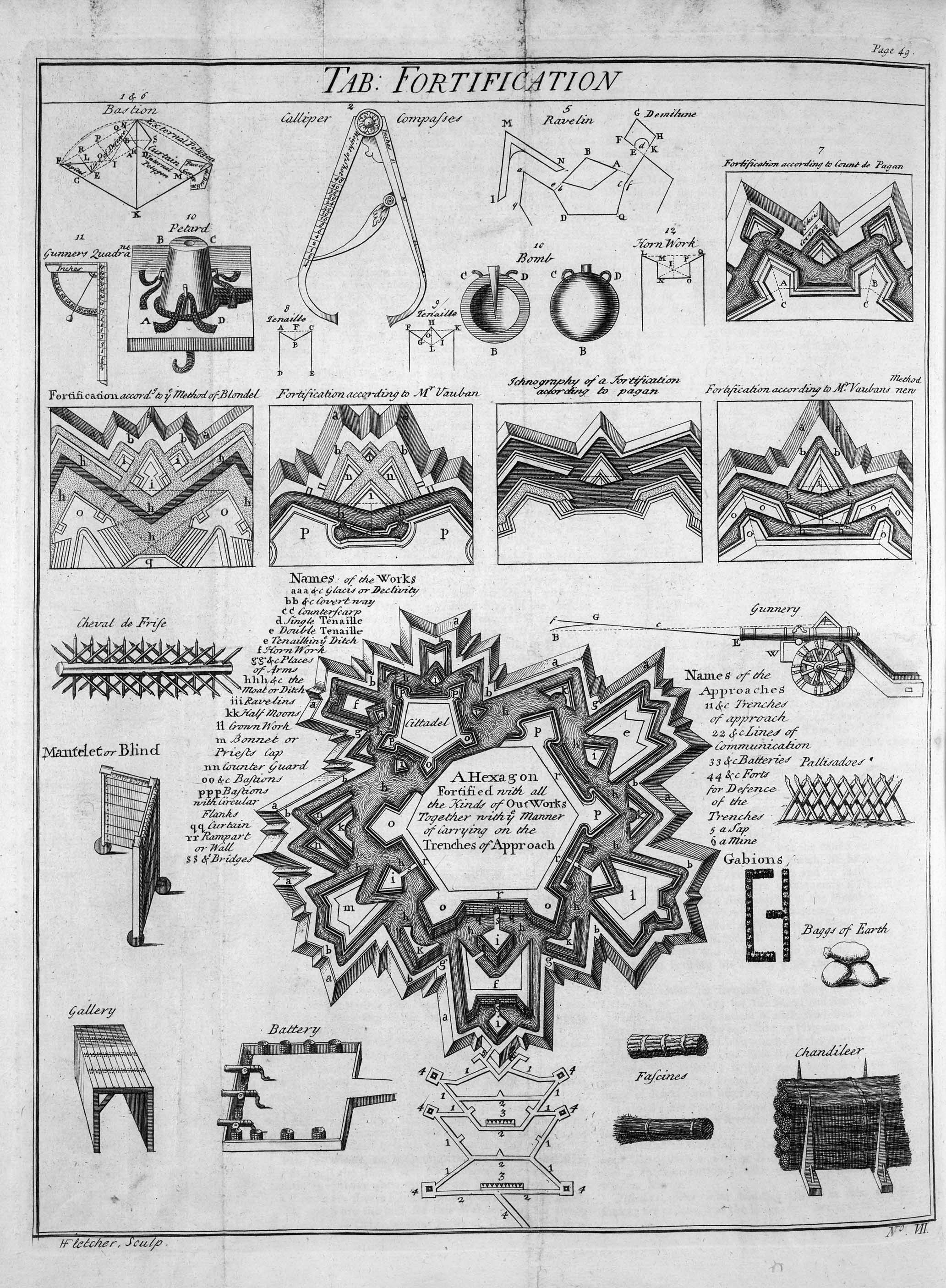

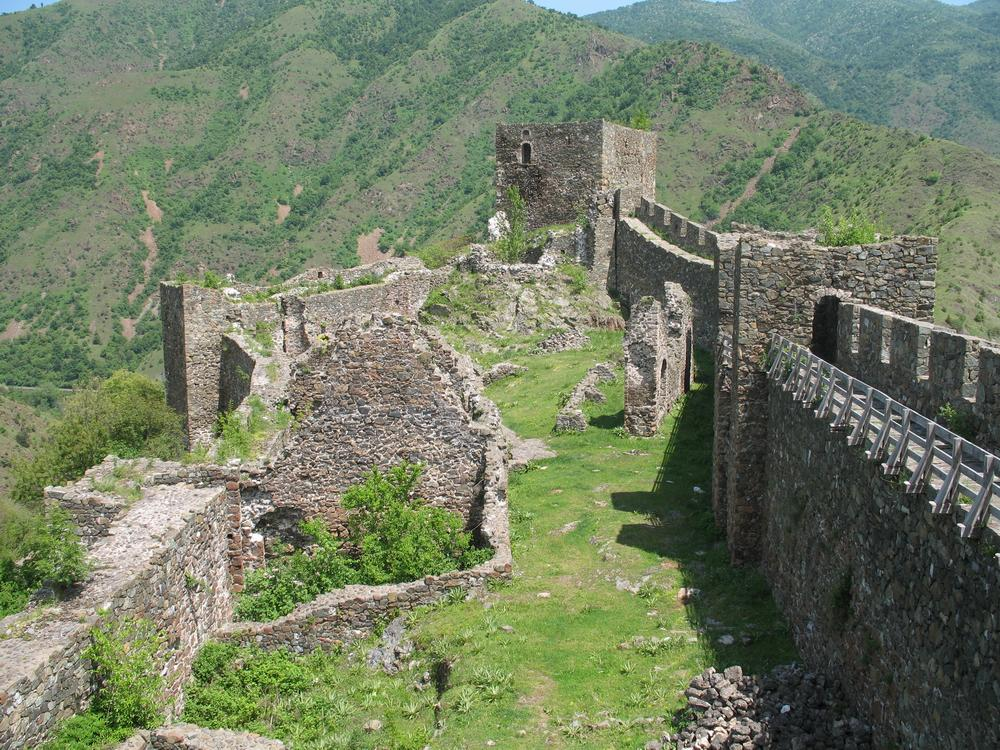
Крепость Маглич (XIII век), Сербия

Фортифика́ция  — военная наука об искусственных закрытиях и преградах, усиливающих расположение войск во время боя и называемых поэтому фортификационными сооружениями (от фр. fortifier — «укреплять», «усиливать»).
Теорию фортификации разрабатывал Альбрехт Дюрер. Одним из первых бастионную систему укреплений применил при возведении города-крепости Пальмано́ва у подножья итальянских Альп итальянский архитектор Винченцо Скамоцци (1593 год). В царской России вся совокупность процессов возведения оборонительных сооружений носила название ареотектоника. В настоящее время этот термин считается устаревшим.
Предмет фортификации включает исследование свойств, правил расположения, способов возведения и приёмов атаки и обороны фортификационных построек. Закрытия и преграды очень часто даёт сама местность; поэтому фортификация изучает усовершенствование местных естественных закрытий и преград и усиление их закрытиями и преградами искусственными.
Фортификационные постройки для пользующейся ими стороны искусственно создают благоприятные условия военных действий и способствуют нанесению противнику наибольшего вреда при наименьших потерях собственных войск (под Порт-Артуром потери атакующих в 16 раз превысили потери оборонявшихся).
Силой своих закрытий и преград фортификация как бы заменяет некоторую часть живой силы, то есть войск, освобождая соответствующее число их для перемещения к другому пункту, и служит таким образом принципу сосредоточения сил в решающий момент на нужной позиции поля сражения или театра военных действий.
Фортификация как наука об искусственных закрытиях и преградах разделяется на три направления: полевую, долговременную, и временную.

## Фортификационное сооружение

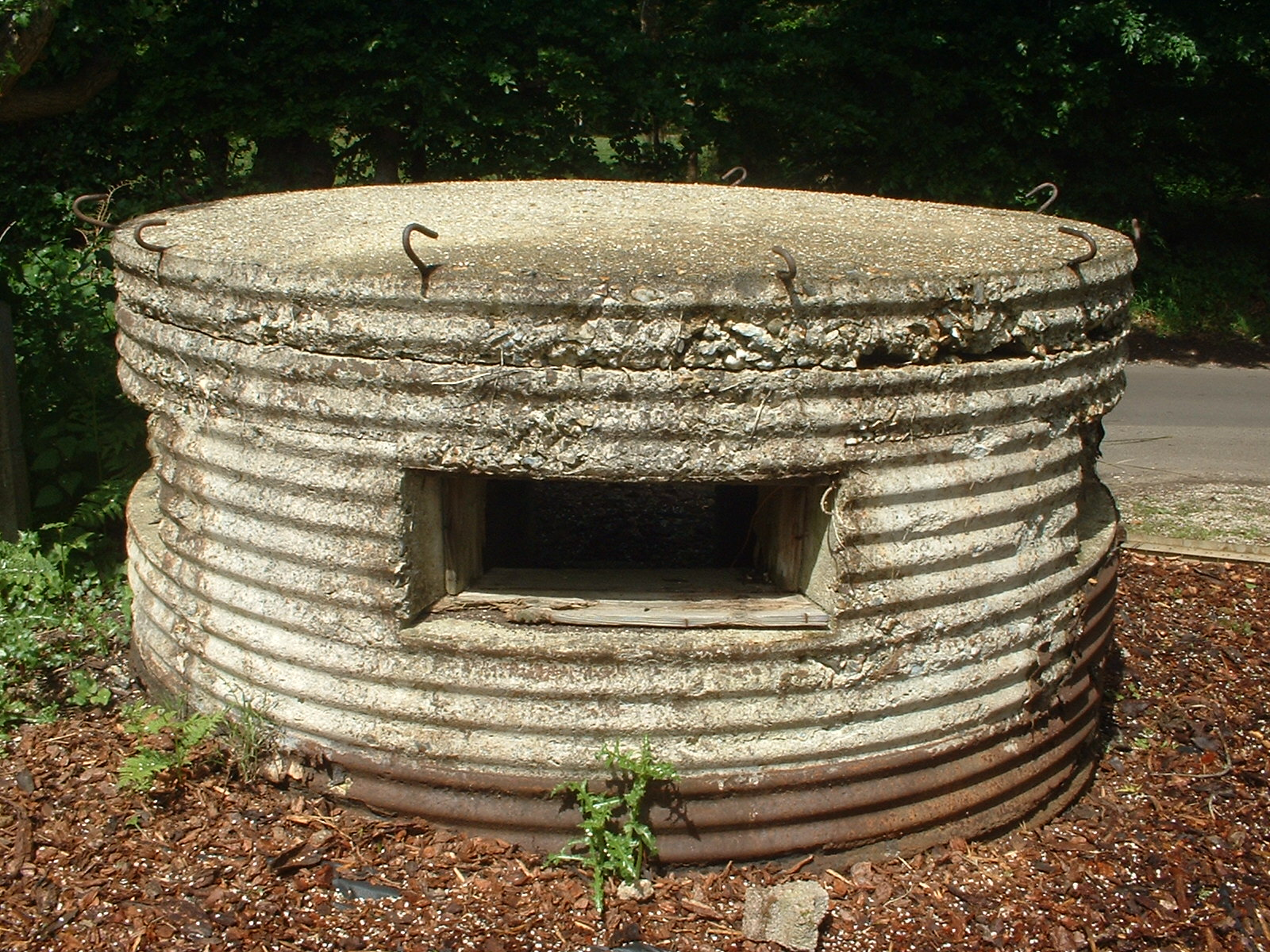
Долговременная огневая точка (ДОТ)

Фортификационное сооружение — постройка, предназначенная для размещения войск и наиболее эффективного применения оружия, военной техники, пунктов управления, а также для защиты войск, населения и объектов тыла страны от воздействия средств поражения противника.
Фортификационные сооружения делятся на полевые и долговременные.
Долговременная фортификация — отрасль фортификации, в которую входит подготовка территории государства к войне, вопросы строительства крепостей (укреплённых районов) и их элементов. Долговременная фортификация рассматривает закрытия и преграды, служащие для усиления обороны особенно важных в военном отношении стратегических пунктов страны, значение которых выясняется обыкновенно за много лет до войны и сохраняется на все время военных действий. Её сооружения должны долго сопротивляться действию средств разрушения, для чего при их возведении используются наиболее прочные материалы (грунт, камень, кирпич, дерево, бетон, железобетон, броня).
Полевая фортификация рассматривает закрытия и преграды, служащие для полевых войск, редко остающихся долго на одном месте и потому возводимые непосредственно перед боем и сохраняющие своё значение только на время боя на данной местности. Соответственно этому время, в течение которого полевые фортификационные постройки строятся и служат, измеряется обыкновенно часами и редко превосходит одни сутки; в качестве рабочей силы при их возведении являются сами войска; инструмент, так называемый шанцевый, входящий в походное снаряжение войск, и материал — преимущественно земля с добавлением иногда простейших лесных и некоторых других материалов, находимых на месте производства работ.

## Долговременная фортификация

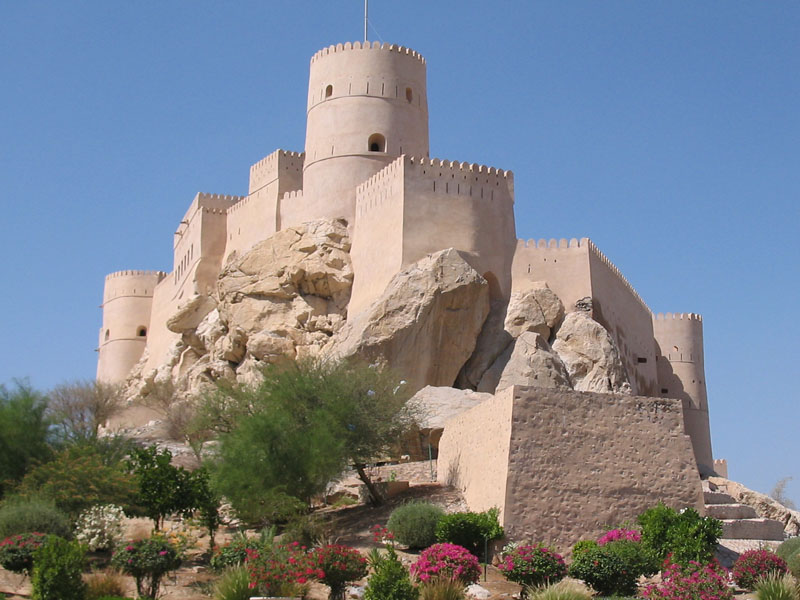
Крепость в Омане.

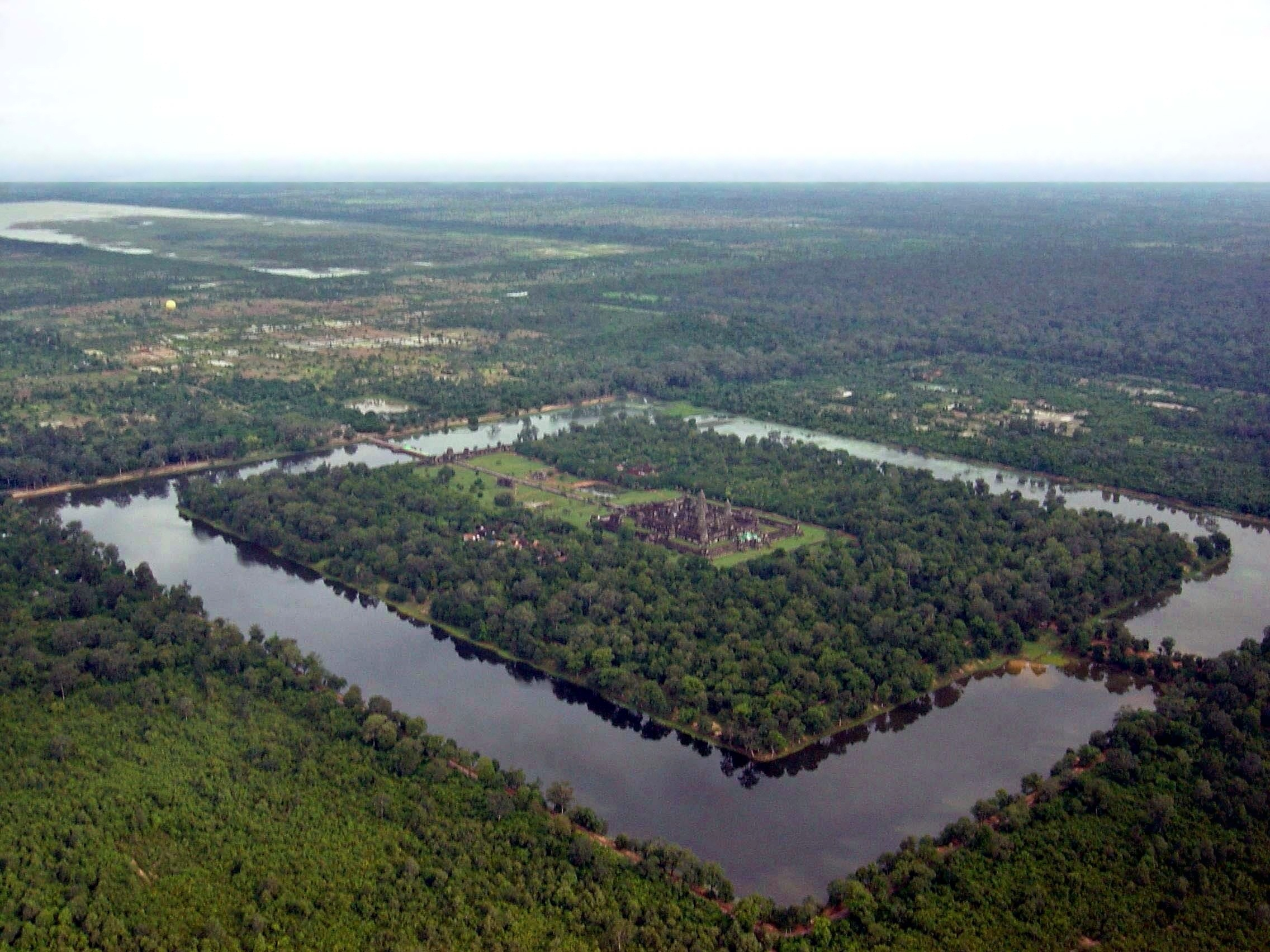
Ров — Как правило, рвы вырывались вокруг крепостей, замков и других фортификаций, как часть оборонительной системы и часто были заполнены водой. Они затрудняли доступ к крепостным стенам, в том числе осадным орудиям, таким как таран или осадная башня. Важное свойство заполненного водой рва — предотвращение подкопов. Ангкор-Ват, Камбоджа, с высоты птичьего полёта.

Цель долговременной фортификации всегда оставалась неизменной, но способы её достижения изменялись и будут постоянно изменяться с развитием и усовершенствованием техники, применённой к военному делу. Всякое усиление средств поражения тотчас вызывало соответствующее усиление средств укрытия. Отсюда видно, какая тесная связь существовала всегда между артиллерией и фортификацией, и понятно, какое неотразимое влияние первая оказала на вторую и особенно на детали её сооружений. На общее расположение долговременных фортификационных построек имели решающее влияние приёмы обороны и численность гарнизона, находившаяся сама в зависимости от численности полевых армий. Важнейшие моменты развития долговременной фортификации вызваны столь же резкими усовершенствованиями артиллерии и изменением численности армий, поэтому история фортификации может быть разделена на следующие четыре периода:
1-й период: Метательные машины — с самых древних времён до огнестрельной артиллерии, то есть до XIV в.;
2-й период: Гладкоствольная артиллерия — до введения нарезной артиллерии, то есть до середины XIX в.;
3-й период: Нарезная артиллерия — до введения фугасных бомб, то есть до 1885 г.;
4-й период: Фугасные бомбы — до настоящего времени.

### Фортификация древности
Типичным представителем первого периода долговременной фортификации являются каменные оборонительные ограды в виде высоких каменных или кирпичных стен с отвесными сторонами и плоскою верхней поверхностью, на которой помещались защитники крепости. Стены древних оград от места до места прерывались башнями, служившими опорными пунктами ограды и препятствовавшими появившемуся на стене неприятелю распространиться по всей ограде; с башен обстреливали верхнюю поверхность стены и охраняли сообщение внутренности крепости с полем.
С появлением первых городов сразу же возникла необходимость в их защите. Например, один из древнейших городов в мире, Иерихон, уже в VIII тысячелетии до н. э. имел каменные укрепления.

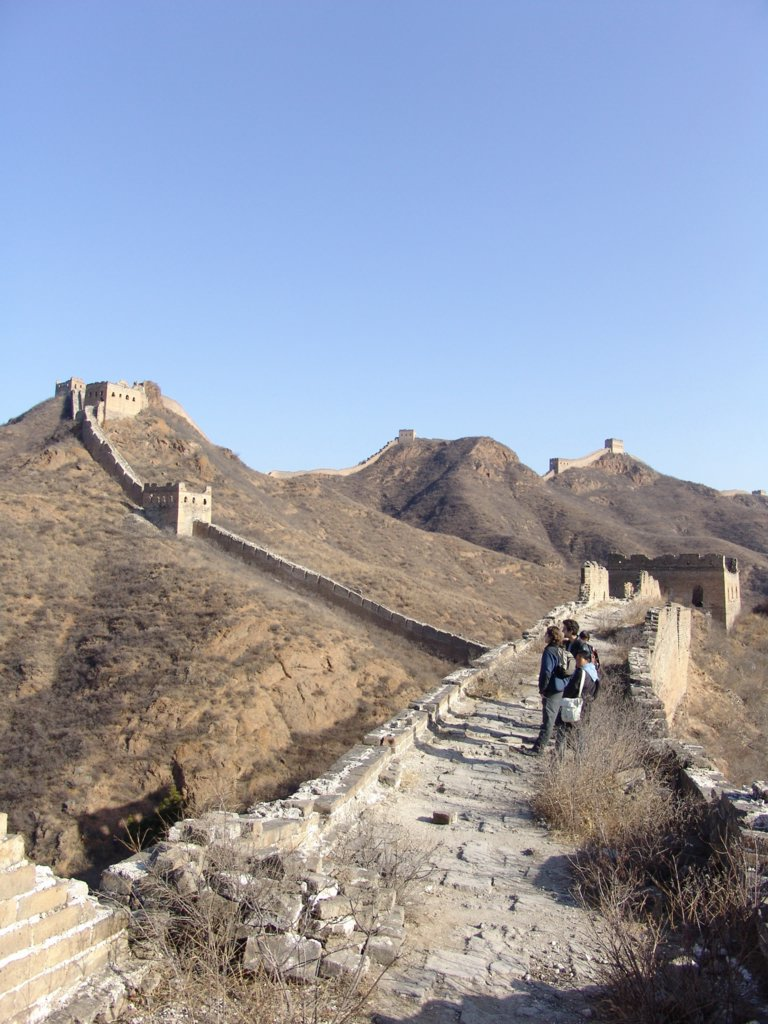
Великая китайская стена

Первые стены Рима, как считается, были возведены в середине VI века до н. э. царем Сервием Туллием. При императоре Аврелиане в III веке н. э. были построены новые стены, которые позже реставрировались и укреплялись. Границы Римской империи с конца I в. н. э. были защищены несколькими лимесами, представлявшими собой сложную систему оборонительных соорженийй.
В Китае в III веке до н. э. в эпоху династии Цинь для защиты страны от вторжений с севера было начато сооружение огромного фортификационного сооружения, получившего название Великая китайская стена. Её строительство растянулось на долгое время и было завершена только в конце XVII века при династии Мин.

### Средневековая фортификация

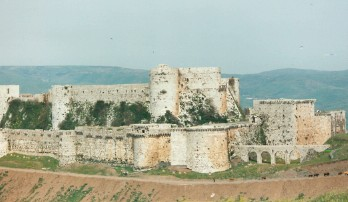
Замок Крак-де-Шевалье. Построен крестоносцами.

В средневековой Европе самыми характерными видами укреплений стали феодальные замки, укрепленные города и монастыри. Стоимость их стен зависела от используемого материала. Деревянные стены были дешевле и строились быстро, но были слабыми. Каменные стены был прочнее, но они были очень дорогими и требовали много времени для строительства.

### Фортификация Нового времени

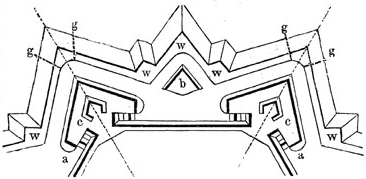
Манера строительства крепости, к концу XVI столетия. a: Zurückgezogene Flanke mit Orillon b: Ravelin c: Cavalier g: Gedeckter Weg w: Waffenplatz

Во второй половине XIV века появилось огнестрельное оружие. Несмотря на несовершенство первых пушек, разрушительное действие их снарядов было, однако, достаточное, чтобы сбивать брустверные стенки (верхние части) древних оград. Для обстреливания подошвы стены и ближайших к ней доступов обороняющиеся стали прибегать к продольной, или так называемой фланковой, обороне. С этой целью стали выдвигать наружу башни настолько, чтобы из выдвинутой части можно было производить стрельбу вдоль стены. Фланкирующие орудия стояли на верхней площадке башни или внутри, в сводчатых постройках, называвшихся казематами. Верхней части стены стали давать выпуклую форму, содействующую отскакиванию и рикошетированию ядер, а для установки орудий к внутренней поверхности стены стали присыпать земляную насыпь, или валганг.
Чтобы затруднить производство обвалов артиллерийским огнём, часть стены опустили ниже горизонта, и получился наружный ров; с той же целью стали у контрэскарпа возводить небольшую насыпь, называвшуюся гласис. Выступавшие из-за ограды башни, или, как их называли, бастеи и рондели, имели то неудобство, что часть рва перед их полукруглой головной частью оставалась в мертвом пространстве, то есть не обстреливалась с соседних ронделей; чтобы исправить этот недостаток, со второй половины XVI в. выступающие части ронделей стали ограничивать прямыми линиями по касательным к прежней кривой. Получилась оборонительная постройка, называвшаяся бастионом. Часть ограды между двумя бастионами называлась куртиной. Куртина с двумя прилегающими к ней полубастионами составляла участок ограды, называвшийся бастионным фронтом.

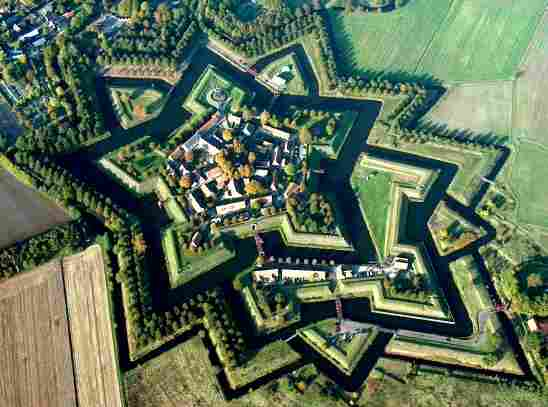
Форт Бауртанге в Нидерландах

Артиллерия между тем постепенно совершенствовалась; снаряды её отбивали от каменных брустверов такую массу осколков, что с конца XVI стол. при постройке крепостных оград переходят к земляным брустверам. В конце XVII стол. французский маршал Вобан установил правила постепенной атаки крепостей.
Способ постепенной атаки Вобана (то есть откоп траншей зигзагом в сторону неприятеля) нарушил в пользу осаждающего то равновесие, которое до него существовало между атакой и обороной крепостей; поэтому после Вобана стремления инженеров направились к тому, чтобы вернуть обороне утраченное ею значение. Из различных предложений по этой части наибольшее значение имели идеи Монталамбера и Карно, приводившие в общем к необходимости усилить крепости отдельными укреплениями, вокруг них расположенными, и основать оборону крепостей на действии больших масс крепостной артиллерии и на развитии навесного огня и вылазок.
Правильность этих идей блестящим образом подтвердилась при обороне Севастополя и во всех последующих войнах (об атаке и обороне крепостей см. Осадная война).

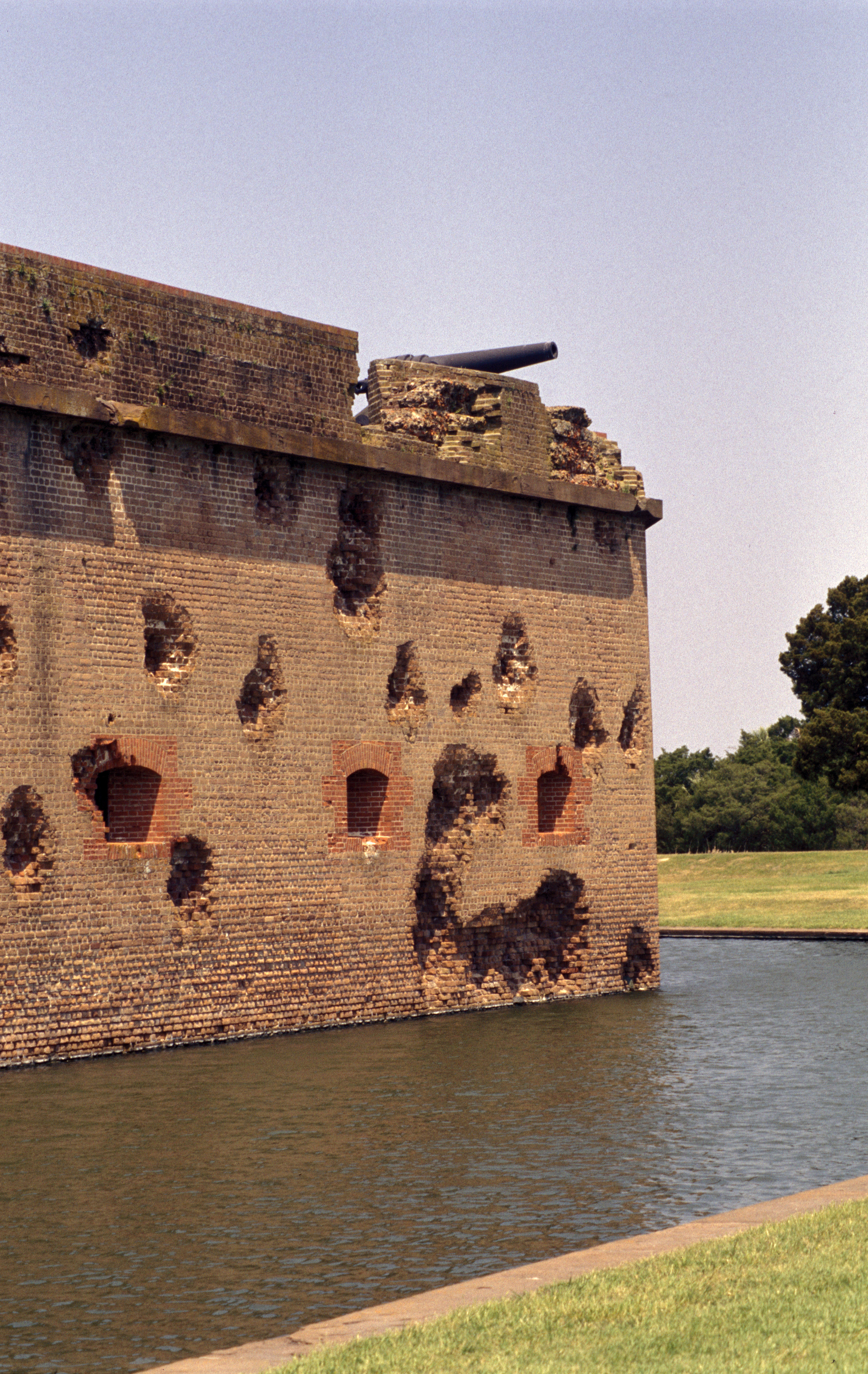
Форт Пуласки, США.
Во время американской гражданской войны кирпичные стены этого сооружения были серьезно повреждены северянами за один день. Сам форт строился 20 лет.

Появление нарезной артиллерии в 1860-х годах вызвало существенные изменения в устройстве долговременных укреплений. Люди, находившиеся на валганге, оказались прикрытыми от прицельных выстрелов только на расстоянии 12 фут. от гребня бруствера, толщина бруствера недостаточна, земляные отлогости круты, и потому земля бруствера под действием снарядов сползала в ров, эскарп разрушался перекидным огнём. Соответственно этому в профилях долговременных укреплений пришлось сделать следующие изменения.
Валганг разделён на 2 части — артиллерийский валганг, на 8 фут. ниже гребня бруствера, и валганг сообщения, настолько пониженный, чтобы человек, стоящий на крае его, был обеспечен от прицельных выстрелов; толстота бруствера была увеличена до 28 фут.; наружная крутость бруствера сделана более пологой; кордон эскарпа был опущен ниже горизонта; рвы стали глубже и уже. Казематы при гладкой артиллерии часто служили одновременно нескольким целям: из них можно было поражать атакующего, в них можно было безопасно помещать войска и устраивать склады, они служили редюитами и ретраншаментами. Нарезная артиллерия затруднила одновременное выполнение этих целей, так как открытые лицевые стены казематов стали разбиваться снарядами с дальнего расстояния. Пришлось отказаться от их оборонительных свойств, но охранительными пользоваться чаще, чем когда-либо.

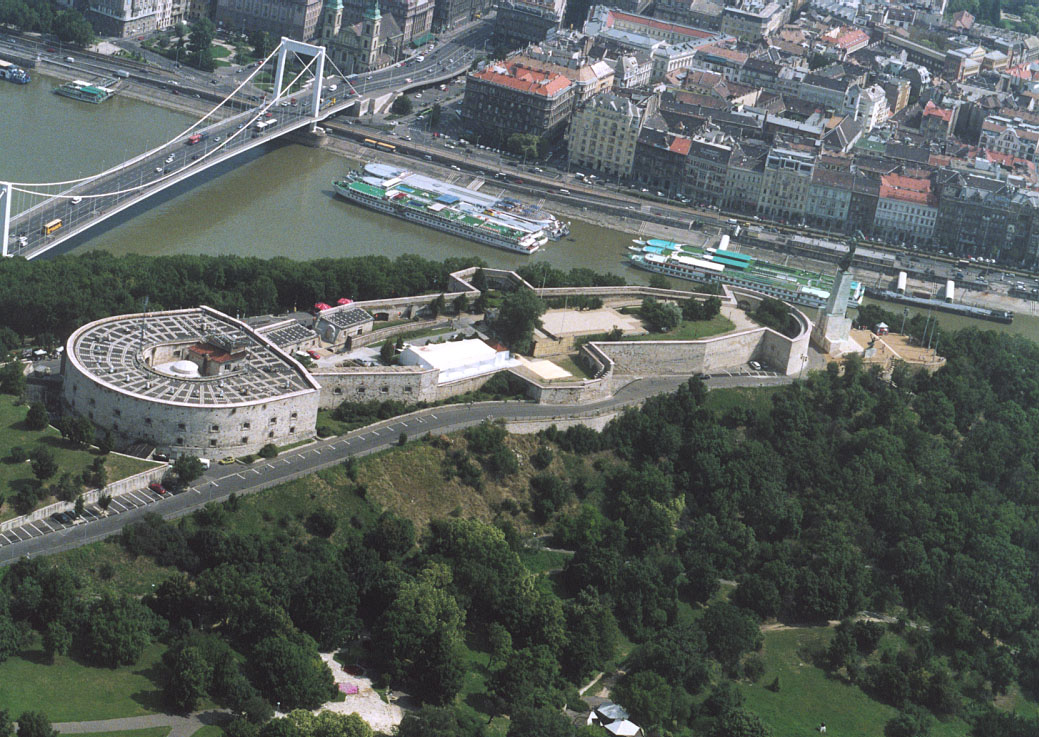
Цитадель — внутреннее укрепление крепости, имевшее самостоятельную оборону, являвшееся общим редюитом крепости и служившее последним опорным пунктом для гарнизона крепости в случае падения основных её укреплений. Цитадель в Будапеште

Для предохранения от разрушения старые казематы обсыпались землёй, новые — устраивались под валгангом и другими насыпями. Существовали, однако, и такие казематированные постройки — капониры, приморские батареи, которые во что бы то ни стало должны были сохранить оборонительные свойства. В этих казематах пришлось озаботиться о сохранении в целости лицевой стены, не лишая возможности стрелять из-за неё. С этой целью к лицевой стене присыпали земляной бруствер, и в нём прорезывали амбразуры для стрельбы или прикрывали лицевую стену особыми казематированными заслонами. Наконец, лицевую каменную стену казематов стали заменять железной бронёй или прибегать к вращающимся металлическим башням и куполам. На расположении долговременных укреплений в плане появление нарезной артиллерии отразилось главным образом распространением полигональных фронтов и организацией пояса отдельных укреплений — фортов. Полигональный, или капонирный, фронт даёт сильную фронтальную оборону по впереди лежащей местности, удобно применяется к местности и легко обеспечивается от анфиладного огня; эти преимущества и послужили причиной повсеместного его распространения. Крепостные ограды, окружённые поясом фортов, или маневренные крепости, строились ещё в эпоху гладкой артиллерии; так, например, в сороковых годах прошлого столетия были построены во Франции крепости Париж и Лион. Со времени появления нарезной артиллерии маневренная крепость является единственным типом большой крепости.

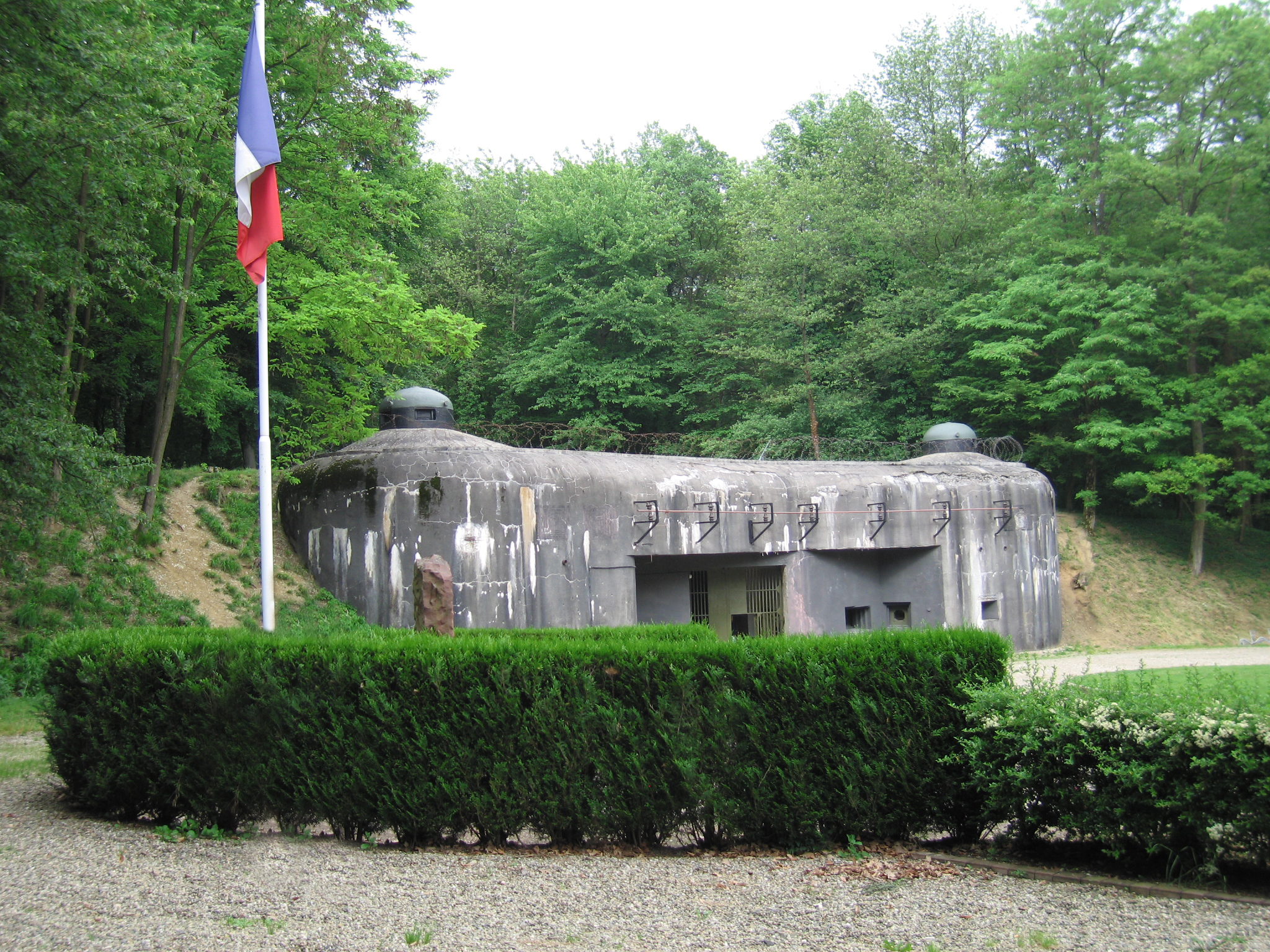
Линия Мажино. Вход в форт Шоненбург, Эльзас

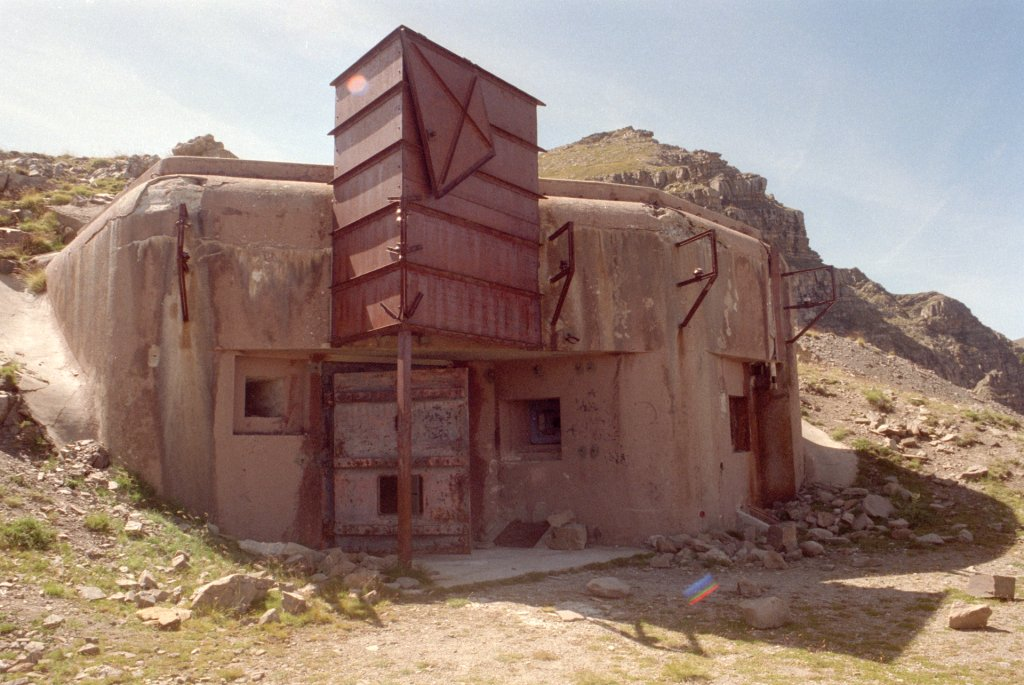
Линия Мажино

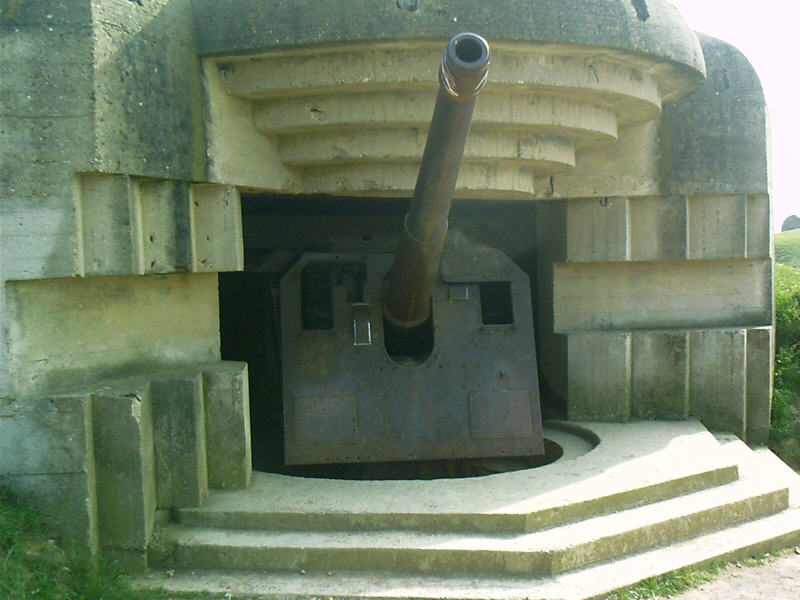
Атлантический вал. Дот близ Лонг-сюр-Мер, Нормандия

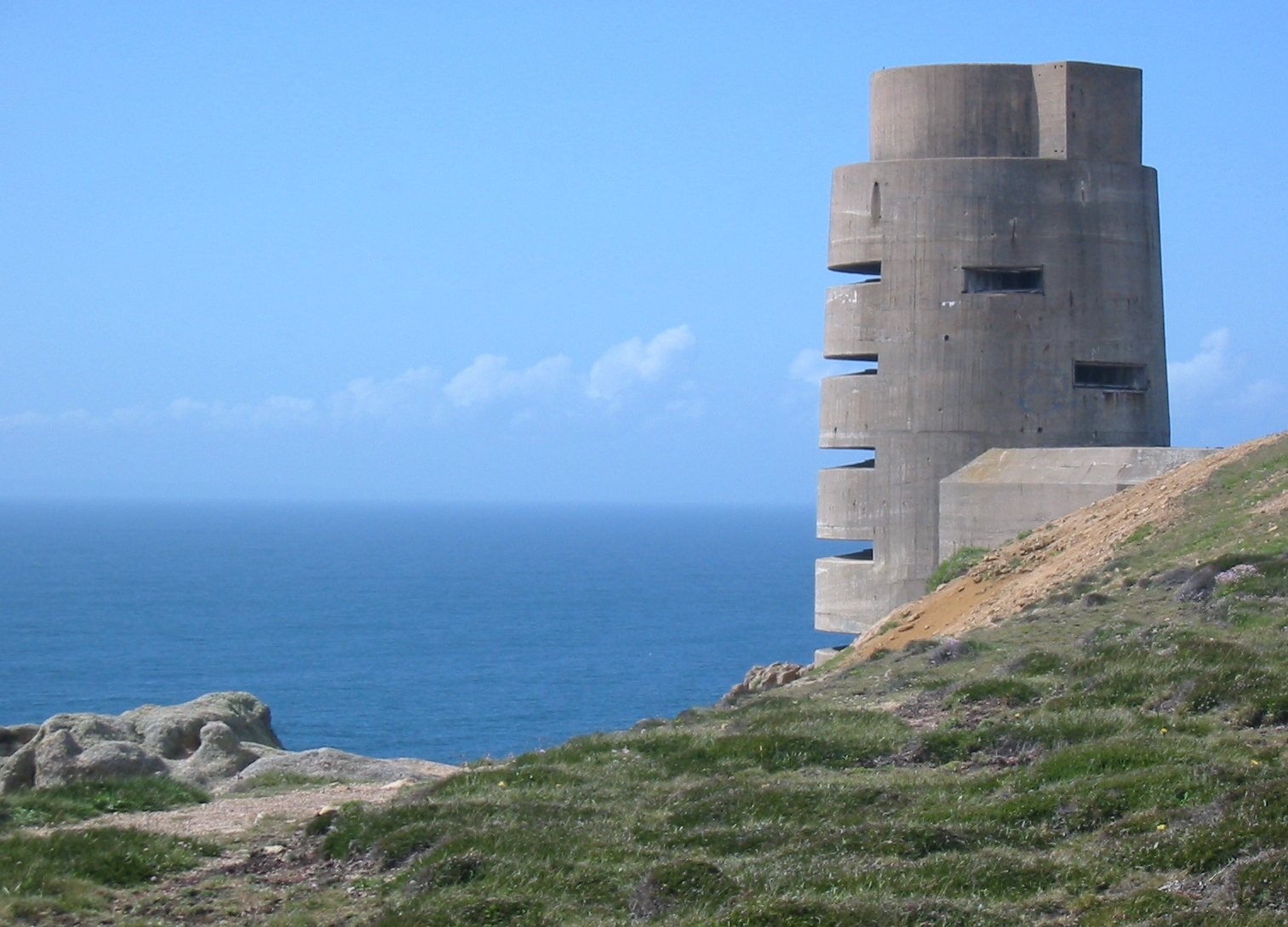
Атлантический вал. Наблюдательная башня

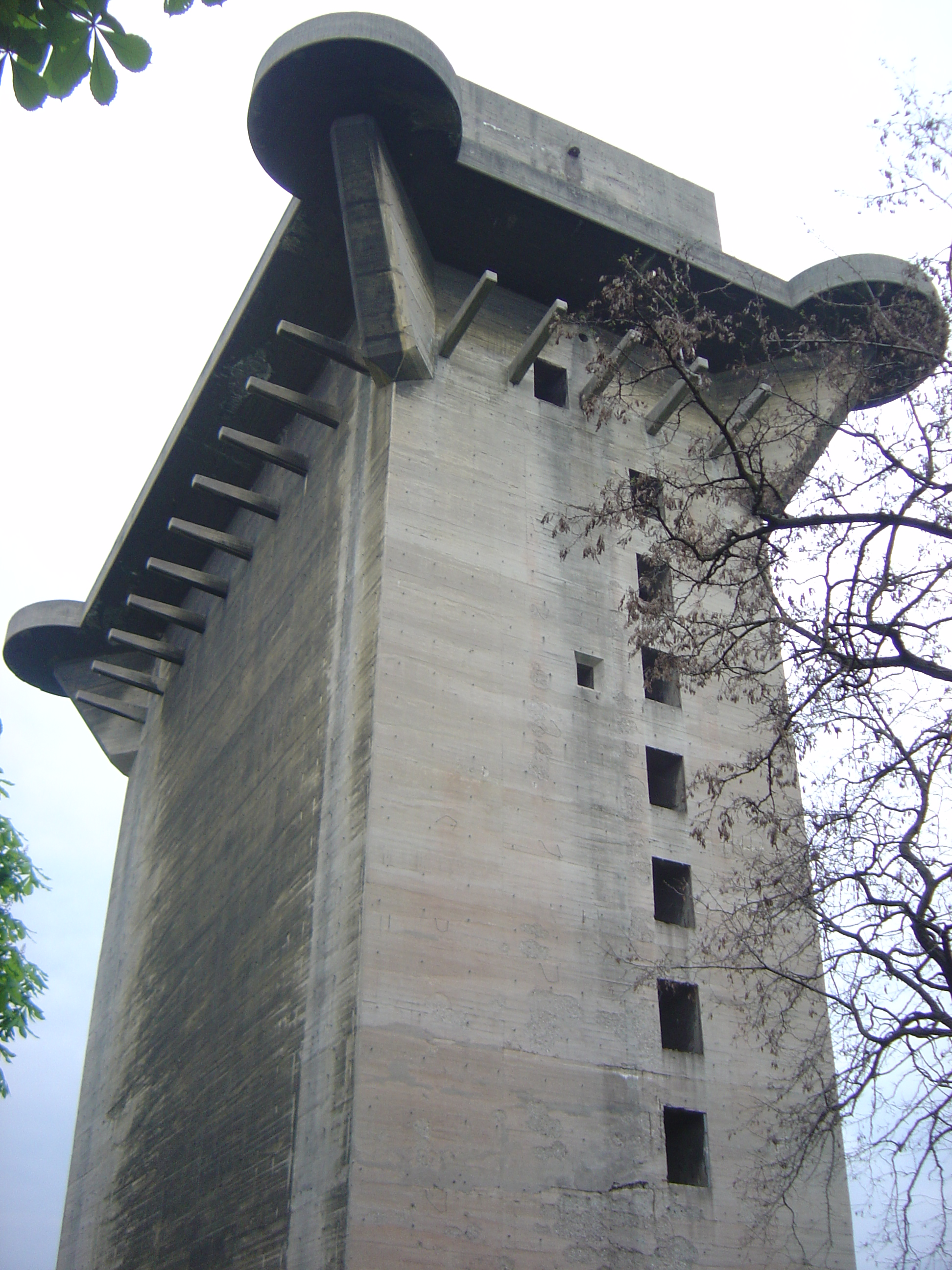
Один из шести флактурмов, построенных во время Второй мировой войны в Вене.

На опытах в Мальмезоне в 1886 г. достаточно было одной фугасной бомбы, чтобы разрушить капонир и пороховой погреб прежней постройки, с кирпичными сводами, покрытыми землёй на 3—5 арш. Пришлось прибегнуть к материалу более прочному, чем кирпич, и изменить размеры стен и особенно сводов казематированных построек; таким материалом оказался бетон. В его состав входят цемент, песок и щебень или гравий; смесь образует густую массу, быстро твердеющую и представляющую тогда замечательную прочность и вязкость. Для средней величины построек бетонный свод в сажень толщины следует считать не только безусловно надежным в настоящем, но и с некоторым запасом прочности против будущих, ещё более сильных средств разрушения.
К началу XX века все охранительные казематированные постройки возводились из бетона, а оборонительные частью из бетона, частью сочетая бетон с бронёй. Броневые закрытия стали очень распространены в Западной Европе, в России же к ним прибегали сравнительно редко вследствие дороговизны и не доказанной солидными опытами прочности. Изобретение фугасных снарядов вызвало следующие изменения в профиле долговременных укреплений: толщина бруствера увеличена до 42 фт.; кирпичные одежды наружного рва заменены бетонными; чаще стали прибегать к решеткам, мало страдающим от огня осадной артиллерии; чтобы обеспечить стены от снарядов, углубляющихся ниже основания фундамента и действующих как мины, основания стен стали прикрывать бетонными тюфяками.
Большая стоимость крепостей конца XIX века заставляла возводить их исключительно в пунктах, особенно важных в стратегическом отношении; заслониться же можно было только от крепости, не имеющей стратегического значения, обладание которой не составляет необходимости для наступающей армии. В противном случае подобный заслон стоил обыкновенно очень дорого, примером чему может служить знаменитый турецкий четырёхугольник крепостей в войну 1877—1878 годов.

### Фортификация новейшего времени
В Первую мировую войну только две крепости полностью выполнили поставленную перед ними задачу: крупная французская крепость Верден и небольшая русская крепость Осовец. Первая мировая война показала, что любая изолированная крепость вскоре будет взята противником, но при наличии связи с тылом крепость может стать крепкой опорой для обороняющейся армии. Война также показала, что будущее за распределенными укреплениями, так как они менее уязвимы. Поэтому после этой войны вместо крепостей стали строить укреплённые районы.
Появление ядерного и ракетного оружия расширило задачи фортификации, так как возросли потребности в строительстве защитных сооружений гражданской обороны и бункеров для защиты командных пунктов и иных особо важных объектов от современных средств поражения.

## Временная фортификация

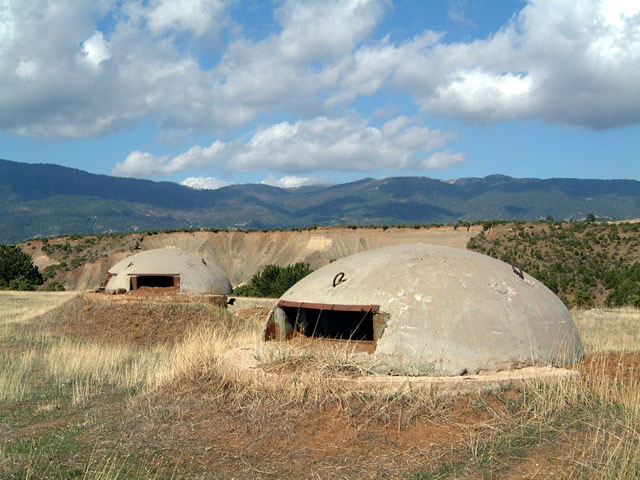
Доты в Албании

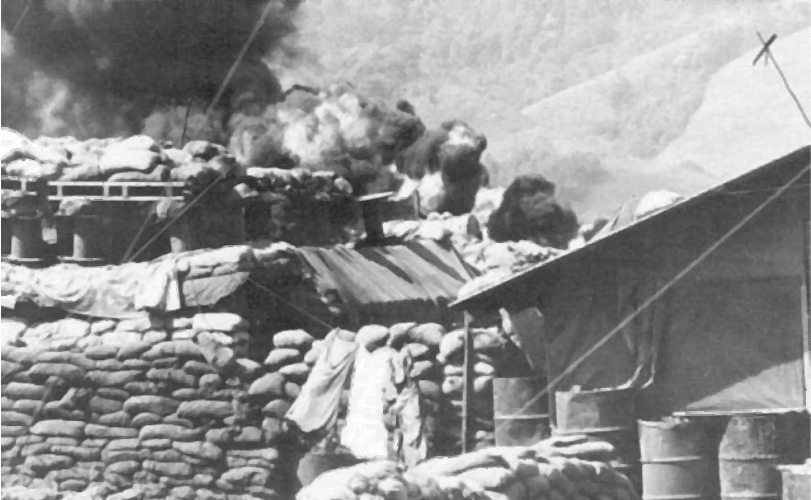
ДЗОТ. Битва за Ке Сан (Вьетнамская война)

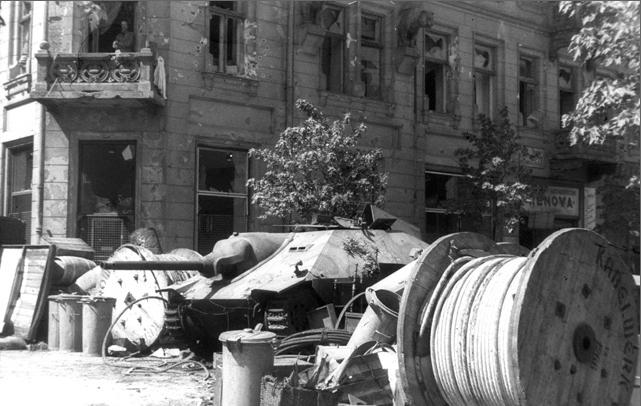
Польская баррикада времён Варшавского восстания

Временная фортификация рассматривает временные фортификационные постройки, по устройству представляющие собой нечто среднее между полевыми и долговременными. В мирное время их строят на пунктах государства второстепенной важности или по недостатку финансовых средств пытаются заменить ими укрепления долговременные. В военное время или непосредственно перед началом войны временные укрепления возводят на важнейших неукреплённых пунктах театра предстоящих действий, на стратегических пунктах, значение которых выяснилось лишь во время войны, и на важных пунктах уже захваченной неприятельской территории.
Время, которым можно бывает располагать для возведения временного укрепления, изменяется в пределах от нескольких дней до нескольких месяцев; также различны будут материалы и рабочие средства, поэтому и самые постройки получают весьма разнообразную силу. Если времени несколько месяцев, то можно работать вольнонаёмными рабочими, употребляя в дело бетон и другие материалы, те же, что и в долговременных постройках, но размеры профиля будут меньше, оборона рвов чаще открытая, преграды горизонтальные, число казематов весьма ограниченное, и вообще конструкция упрощенная. Такого рода постройки называются полудолговременными; они сопротивляются крупным осадным калибрам, но, будучи слабее долговременных, требуют больше войск для своей обороны. Долговременных укреплений они ни в каком случае заменить не могут, и расчёт на эту замену привёл бы к тяжким разочарованиям.
При возведении временных укреплений на стратегических пунктах, значение коих выяснилось тотчас после объявления войны, обыкновенно имеется времени несколько недель, в качестве рабочих — войска, материал — земля, дерево, железо. Такие постройки сопротивляются действию осадных орудий не крупнее 6-дюймового калибра и называются собственно временными. Но иногда приходится усиливать пункты, внезапно оказавшиеся важными, после перехода противником нашей границы, под ежедневной угрозой появления неприятельских войск; тогда начинают с поспешных полевых построек, работая исключительно войсками, шанцевым инструментом и подручными материалами, а затем, если противник даёт несколько дней сроку, поспешные постройки постепенно превращаются в усиленные. Так укрепляются этапные пункты, позиции для обороны дефиле, линии обложения, промежутки между фортами при осаде крепостей и т. п. Получая дальнейшее развитие, усиленные постройки превращаются в собственно временные.
Общий характер временных укреплённых пунктов такой же, как долговременных: бывают временные ограды, временные маневренные крепости, отдельные форты и пр. Чаще всего приходится строить временные форты: они возводятся не только при постройке временных крепостей и укреплённых лагерей, но и при устройстве временных оград, которые обыкновенно состоят из фортов, соединённых линиями более слабой профили. Существующие долговременные крепости иногда усиливают временными укреплениями, например окружая их временными фортами или устраивая временные промежуточные опорные пункты на слишком больших интервалах между долговременными фортами, сооружая передовые опорные пункты, увеличивая число запасных пороховых погребов и т. д. Благодаря более значительным гарнизонам оборона пунктов, усиленных временными фортификационными постройками, отличается обыкновенно большей активностью (Севастополь, 1854—1855), что неосновательно ставить в заслугу временной Ф. в сравнении с долговременной, забывая, во что обходится такая активность (под Севастополем выбыло из строя свыше 100 000 человек).
При постройке временных укреплений возможный выигрыш времени имеет огромное значение, и поэтому принимаются все меры, чтобы после того, как отдано приказание о постройке временных укреплений, последние как можно скорее были в состоянии оказать неприятелю должное сопротивление. С этою целью ещё в мирное время вырабатываются проекты усиления наиболее вероятных стратегических пунктов военного времени, подготавливаются вся организационная часть и даже держатся наготове все необходимые для постройки материалы; при этом вся эта информация должна храниться в строжайшей тайне, так как во внезапности появления подобного рода сооружений для противника заключается существенное средство возмещения их неизбежной слабости при современных средствах поражения.

## Полевая фортификация

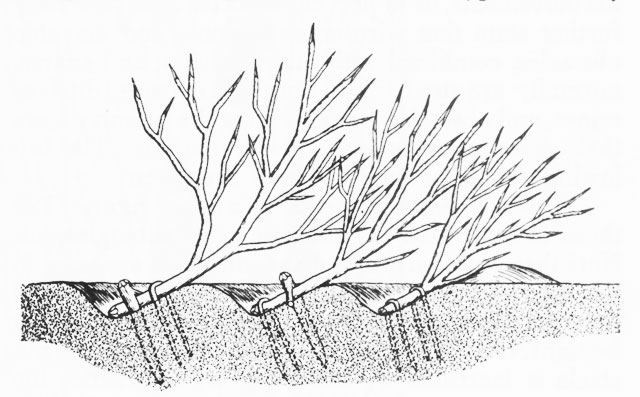
Засека, использовавшаяся японскими войсками во время Второй мировой войны

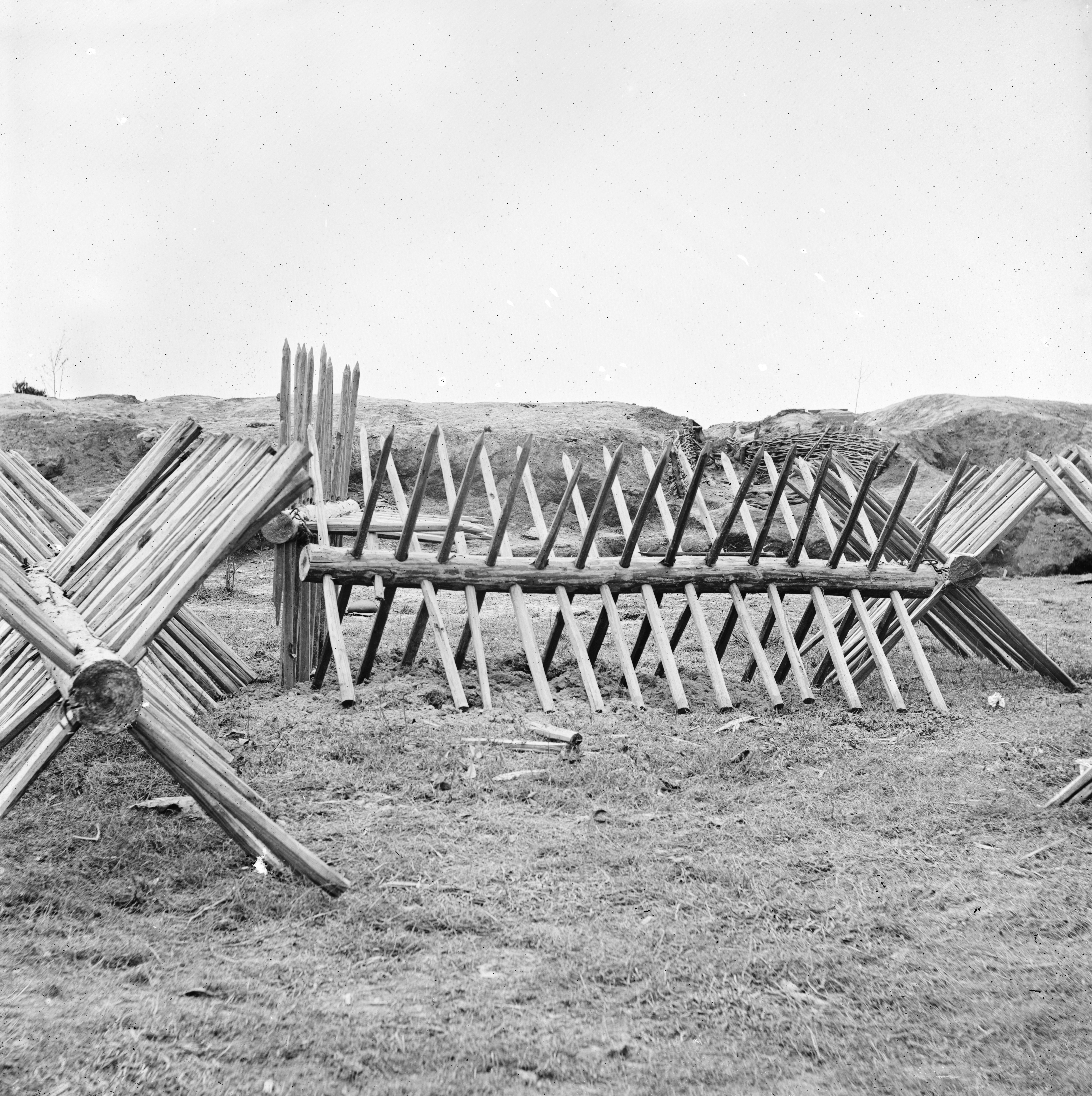
Рогатки в обороне войск конфедератов во время битвы при Питерсберге

Полевые фортификационные постройки могут быть разделены на:
- А) укрепления, представляющие сочетание закрытия, позиции для действия огнём и преграды штурму;
- Б) окопы, дающие закрытие и позицию для действия огнём;
- В) заслоны, дающие только закрытие;
- Г) искусственные препятствия, дающие только преграду штурму,

и, наконец,
- Д) различного рода приспособления местных предметов к обороне как способ получения результатов, свойственных предшествующим видам построек, но с наименьшей затратой рабочих средств и времени.

На всякой местности, занятой для обороны, найдется несколько пунктов особенно важных, удерживая которые в своей власти, обороняющий затрудняет действия неприятеля и облегчает действия своих войск. Это будут чаще всего командующие высоты, с которых обстреливаются соседние участки расположения и доступы к фронту и флангам позиции обороняющегося. Для обороны таких особенно важных точек местности назначаются обыкновенно на все время боя небольшие войсковые части силой от 1 до 4 рот. Эти войсковые части лишены возможности передвижения в пространства менее поражаемые, а между тем их потери могут достигнуть значительных размеров, так как значение этих пунктов навлекает на них усиленный огонь неприятеля. Чтобы парализовать эти невыгоды — войсковые части в особенно важных точках местности обеспечивают возведением в таких точках укреплений, дающих лучшее закрытие, хорошую стрелковую позицию и серьёзную преграду штурму. При незначительном времени для их постройки (до 12 часов) полевые укрепления называются поспешными; при более значительном времени их совершенствуют, увеличивают степень их сопротивления и называют усиленными.

### Бруствер

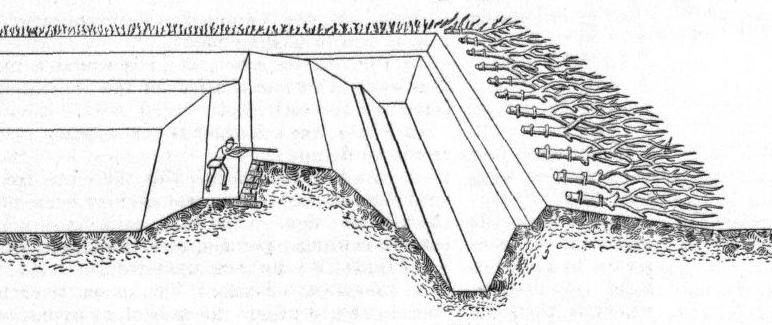
Для приспособления бруствера к стрельбе к нему присыпают ступеньку, на которую люди становятся во время стрельбы. Ступенька эта называется банкетом, или стрелковой ступенью.

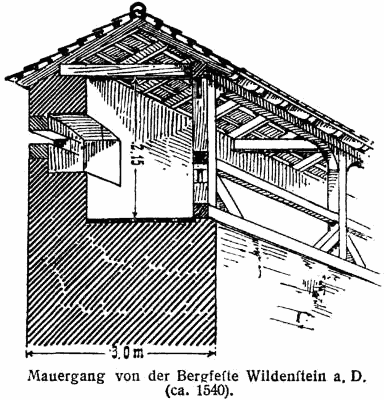
Валганг — примыкающая к брустверу верхняя часть крепостного вала, предназначенная для размещения орудий

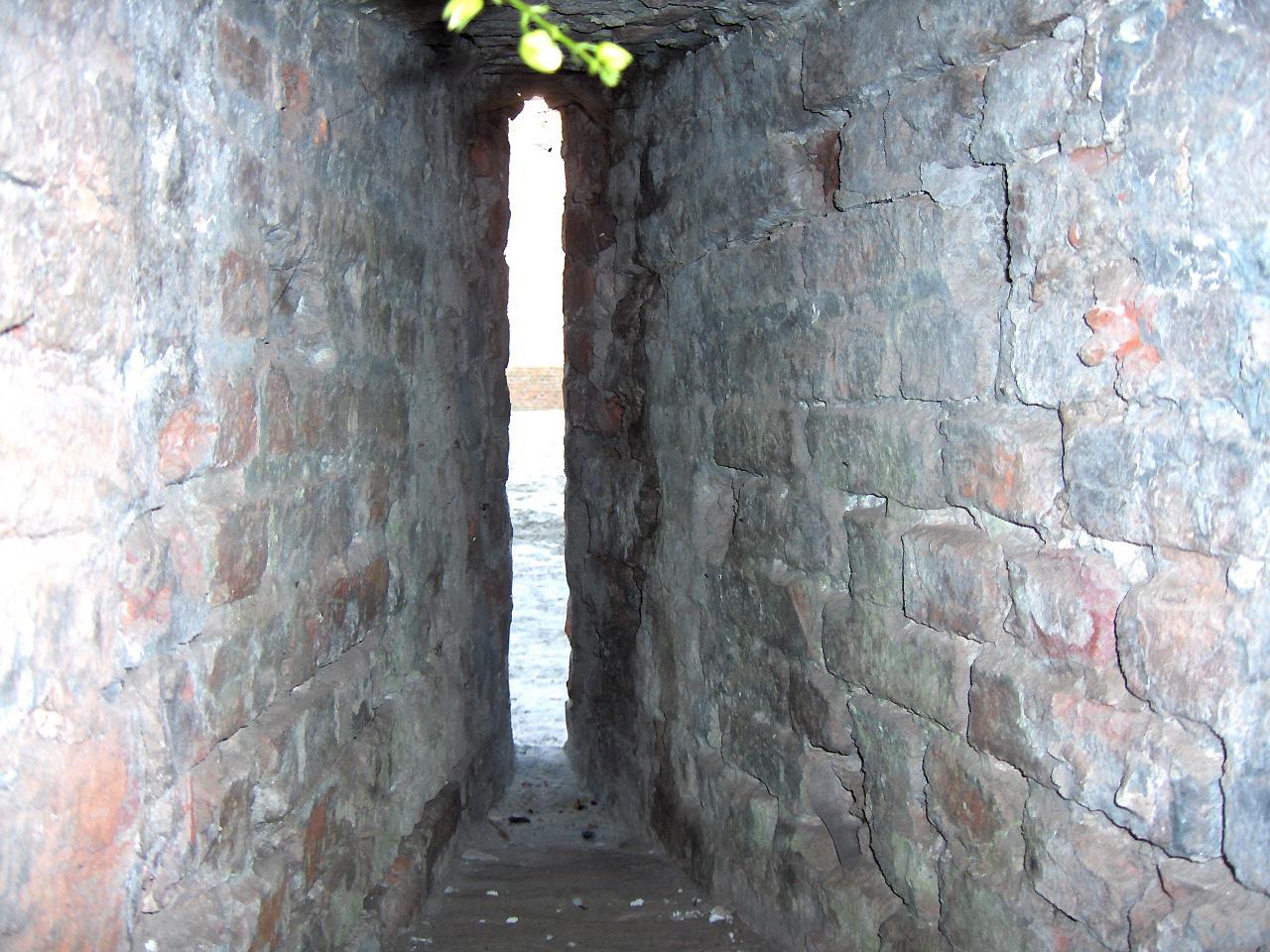
Вид из бойницы форта Наполеон, Остенде, Бельгия

Всякое полевое укрепление состоит из земляной насыпи, называемой бруствером (от нем. Brust-wehr — грудное прикрытие), приспособленной к стрельбе из-за неё и прикрывающей позади расположенные войска, и наружного рва, дающего землю для насыпки бруствера и служащего преградой штурму. Чертёж 1-й представляет перспективный вид вырезанного из земли участка полевого укрепления, заштрихованная часть чертежа составляет так называемый профиль укрепления, то есть разрез в вертикальной плоскости, перпендикулярной направлению бруствера в плане. На чертеже указаны размеры главных частей укрепления, причём высота насыпей и глубина выемок считаются от местного горизонта, изображаемого на профилях фортификационных построек пунктирной линией с отметкой = 0.
Высота бруствера должна быть достаточна для прикрытия располагающихся за ним войск от взоров и выстрелов с поля. Прикрытие от взоров достигается при высоте бруствера в рост человека, около 2,5 аршин; от выстрелов такой бруствер не защитит, потому что направленные в укрепление пули и осколки снарядов летят не горизонтально, а с некоторым склонением, и, следовательно, надо или увеличить высоту бруствера, или устроить внутренний ров. При существовании внутреннего рва бруствер может быть сравнительно ниже, укрепление становится менее заметным с поля и его легче замаскировать, то есть сделать менее заметным для неприятеля; кроме того, бруствер насыпается с двух сторон, благодаря чему постройка укрепления подвигается скорее. Обыкновенно полевые укрепления и бывают с двумя рвами — наружным и внутренним. Для приспособления бруствера к стрельбе к нему присыпают ступеньку, на которую люди становятся во время стрельбы. Ступенька эта называется банкетом, или стрелковой ступенью; она должна быть ниже гребня бруствера на грудную высоту, принимаемую в 2 аршина, так чтобы стоящему на банкете стрелку внутренний гребень бруствера (линия огня) приходился на высоте груди. Если высота бруствера меньше 2,5 аршин, например 2 аршина, — то банкет придётся как раз на местном горизонте; при ещё меньшей высоте бруствера стрелковая ступень будет ниже горизонта, во внутреннем рве. Чем ниже бруствер, тем должен быть глубже внутренний ров. Величина укрепления зависит от величины обеспечиваемого им отряда или гарнизона. Форма укрепления в плане обусловливается местностью и предполагаемыми направлениями огня и прочих действий своих войск и неприятельских. Ограниченную оборонительной оградой площадь укрепления стараются обыкновенно делать более сжатой по направлению неприятельских выстрелов, чтобы уменьшить вероятность попадания снарядов. При всем разнообразии величин и форм укреплений последние могут быть приведены к двум основным типам: укрепления открытые и укрепления сомкнутые.

### Укрепления

Линия Гинденбурга

Открытые укрепления не имеют оборонительной ограды с тыла или с горжи и устраиваются, когда место, занимаемое укреплением, обеспечено от атаки с тыла какой-нибудь естественной преградой или позади расположенными войсками. Сомкнутые укрепления имеют оборонительную ограду со всех сторон и возводятся для обороны упорной и вполне самостоятельной, когда можно ожидать атаку со всех сторон. На расположение бруствера укрепления (в плане) оказывает влияние местность, к изгибам которой укрепление применяется, и желаемое направление огня из укрепления: в какую сторону предполагают стрелять — в ту сторону обращается и соответствующий участок или перелом бруствера. Чтобы избежать очень опасного для защитников укрепления продольного поражения бруствера — стараются прямым участкам оборонительной ограды дать такое направление, при котором их продолжение падало бы в точки, мало доступные неприятелю; части ограды, не удовлетворяющие этим требованиям, должны быть возможно короче. Сомкнутые укрепления, применяемые в полевой фортификации, называются редутами; открытые — люнет и редан.
Артиллерия располагается обыкновенно вне укрепления, чтобы не навлекать на пехоту направленного против артиллерии неприятельского огня, и только неудобная по сторонам укрепления местность или полная самостоятельность обороны данного пункта могут заставить расположить артиллерию внутри укрепления, причём ставят обыкновенно не более двух орудий. Дуло полевой пушки возвышается над местом её стояния на 1,5 аршина, а так как высота бруствера укрепления бывает обыкновенно больше, то и оказывается, что нельзя иначе стрелять, как подняв орудие над горизонтом или сделав в бруствере сквозную прорезь.

### Окопы

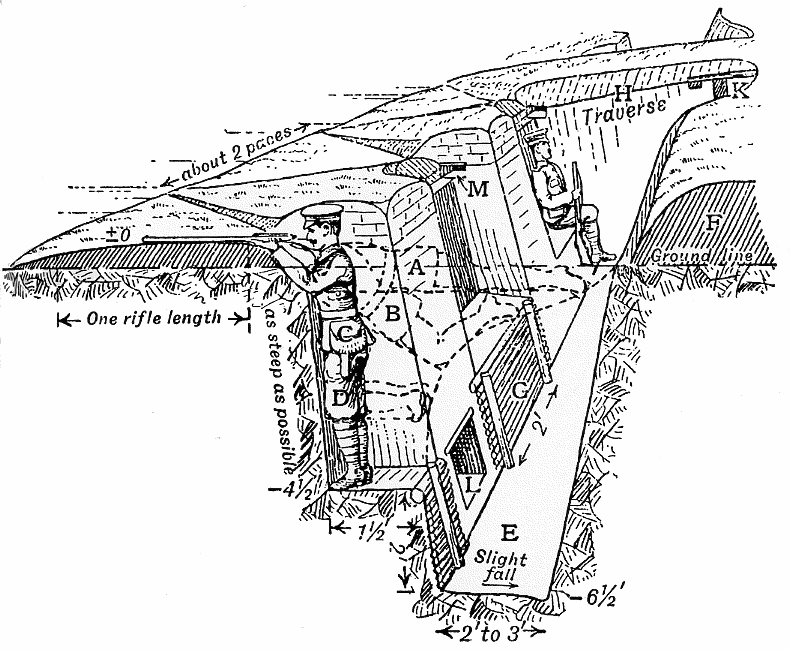
Диаграмма устройства траншей из учебника британской пехоты 1914 г.

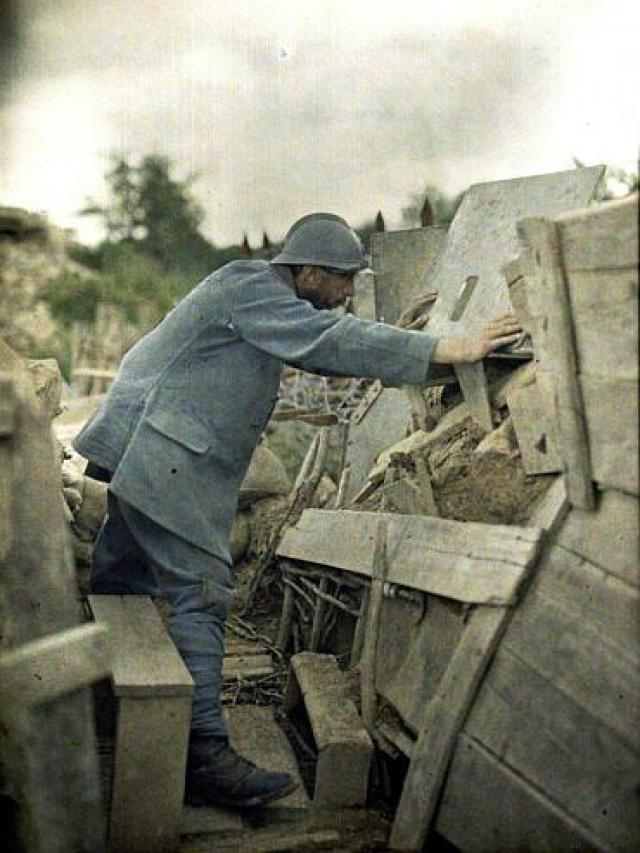

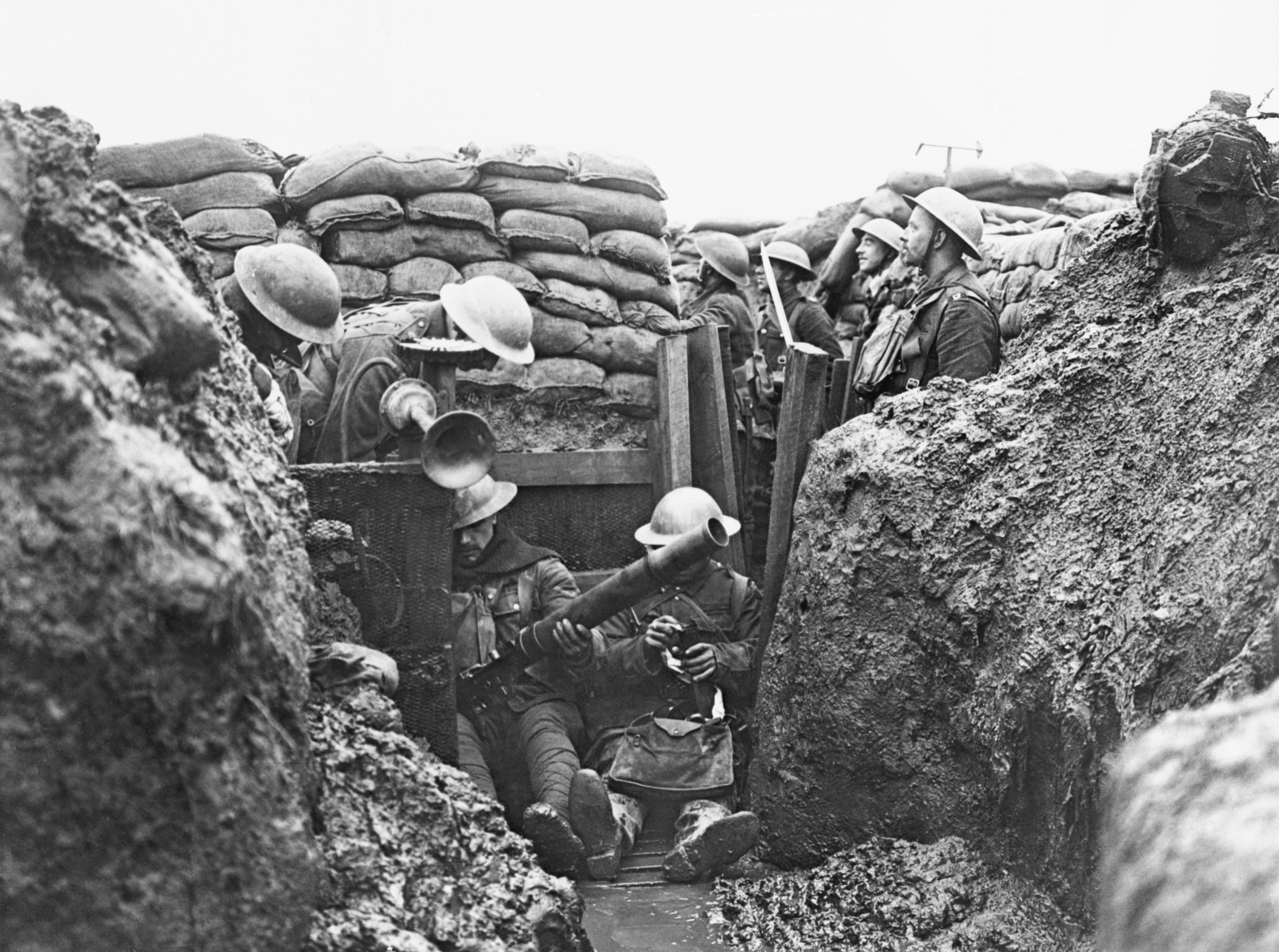

Насыпь, присыпаемая с внутренней стороны к брустверу и подымающая орудие над горизонтом настолько, чтобы оно могло стрелять поверх бруствера, называется барбетом, а упомянутая прорезь — амбразурой (см. Барбет и Амбразура). Б) Окопы бывают стрелковые и орудийные. Стрелковые окопы — наиболее распространённый и для большинства участков полевой позиции самый целесообразный вид фортификационных построек. На них основывается главным образом действие огнём по неприятелю. К окопам прибегают не только при обороне, но и при атаке, если атака состоит в постепенном приближении к неприятелю и ведётся с остановками, во время которых атакующие войска могут окопаться. Атакующий устраивает окопы ещё иногда до начала наступления, на случай возможной неудачи. Благодаря небольшой высоте насыпей и малой глубине рвов в окопах они легко строятся самими войсками, назначенными для их занятия и обороны, то есть самоокапыванием, и хорошо применяются к местности, хорошо маскируются и не стесняют передвижений войск на поле сражения. Последнее свойство обусловливается также отсутствием перед ними преград штурму, что, однако, не в ущерб войскам, занимающим окопы, так как за ними всегда будут резервы, если только протяжение позиции по фронту соответствует величине отряда, а это условие для полевой позиции — закон; резервы помогут отбить фронтальную атаку и вместе с тем обеспечивают окопы от охвата и обхода. На чертежах 3-м и 4-м показаны профили наиболее распространённых окопов: для стрельбы с колена и стоя. При возведении окопов в виду неприятеля, когда нельзя заранее знать, сколько времени для работ он нам предоставит, — строят сначала окопы слабой профили, с маленьким бруствером и мелким рвом, лишь бы поскорей получить хоть какое-нибудь укрытие от огня, а затем их совершенствуют и переходят к профили более сильной; таким образом, сначала может быть построен окоп для стрельбы лежа, потом, углубляя ров, получают окоп для стрельбы с колена и, наконец, для стрельбы стоя. Направление линии огня стрелковых окопов в плане преимущественно криволинейное; оно зависит от изгибов местности и от желаемого направления огня из окопов. Оконечности окопа заворачиваются назад на случай косого огня со стороны неприятеля.

#### Орудийные окопы
Орудийные окопы бывают одиночные, на одно артиллерийское орудие каждый, или батарея — сплошные закрытия на несколько рядом стоящих орудий; те и другие служат для укрытия от огня противника артиллерийской прислуги и отчасти самого орудия; размеры прикрывающей насыпи зависят от имеющегося в распоряжении времени. По профили окопы и батареи могут быть разделены на горизонтные — орудие стоит на горизонте земли, возвышаясь на всю свою высоту над горизонтом; углублённые — орудие стоит ниже горизонта, будучи врыто почти на всю свою высоту в землю, и, наконец, полууглублённые — когда часть высоты орудия приходится ниже горизонта, а другая — выше горизонта. На чертеже 6-м представлены план и профиль углублённого одиночного орудийного окопа. Одиночные орудийные окопы возводятся быстро, хорошо укрывают орудия и прислугу от неприятельского огня, представляют собой небольшие цели и не препятствуют движению артиллерии вперёд сквозь промежутки между ними. К недостаткам таких окопов следует отнести большое протяжение, занимаемое рядом окопов по фронту позиции, и неудобство управления огнём орудий, раскинутых на большом пространстве. В)Заслоны в полевой войне предназначаются для закрытия резервов от неприятельского огня и наблюдений, когда сама местность таких закрытий не даёт; употребляются они вообще довольно редко. Для резервов, близких к боевой линии, заслоны удобнее всего устраивать в виде известных уже нам стрелковых окопов, дающих возможность, если понадобится, открыть огонь в интервалы или через головы впереди расположенных своих войск.

## Искусственные препятствия

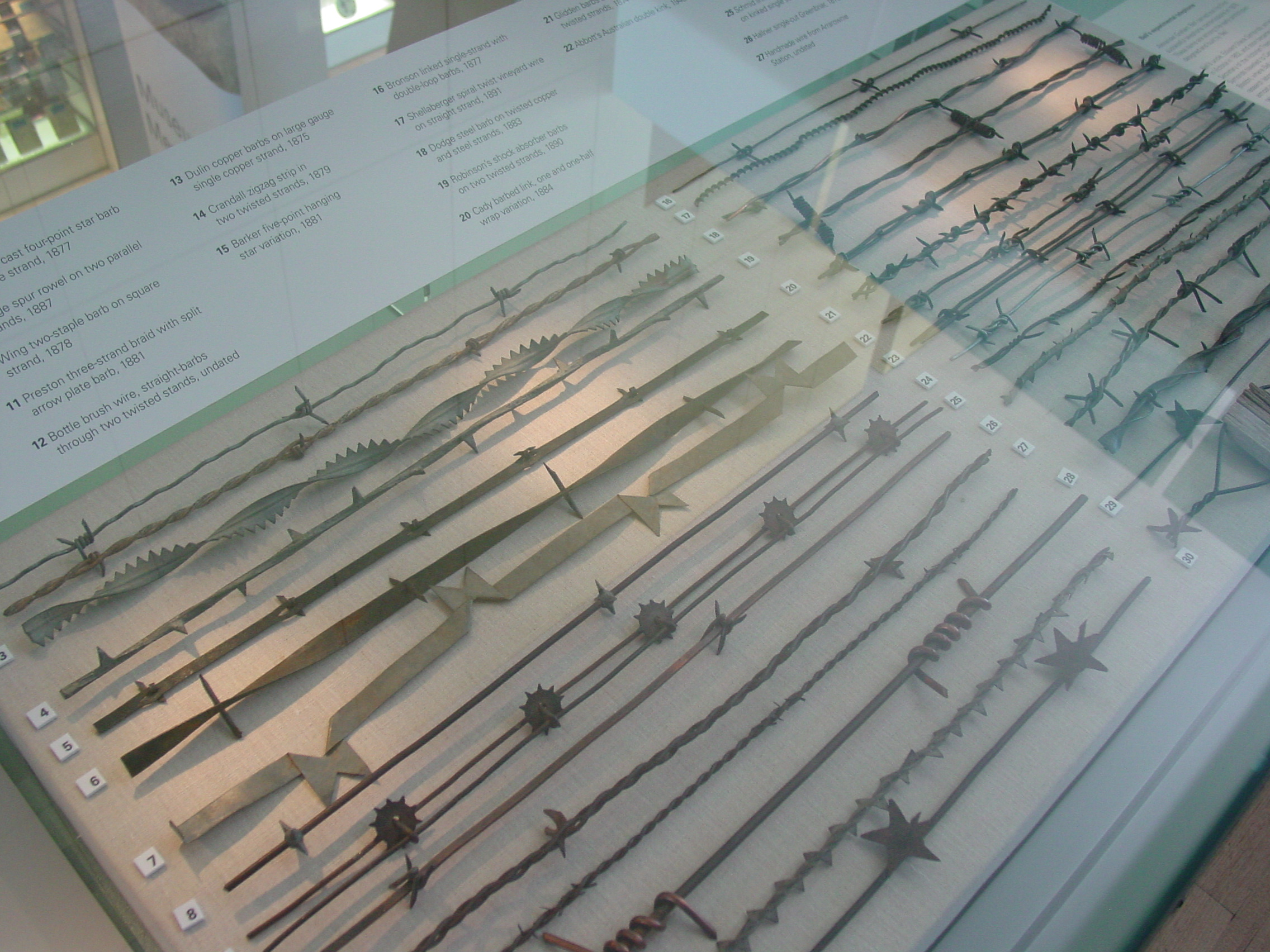
Виды секций колючей проволоки

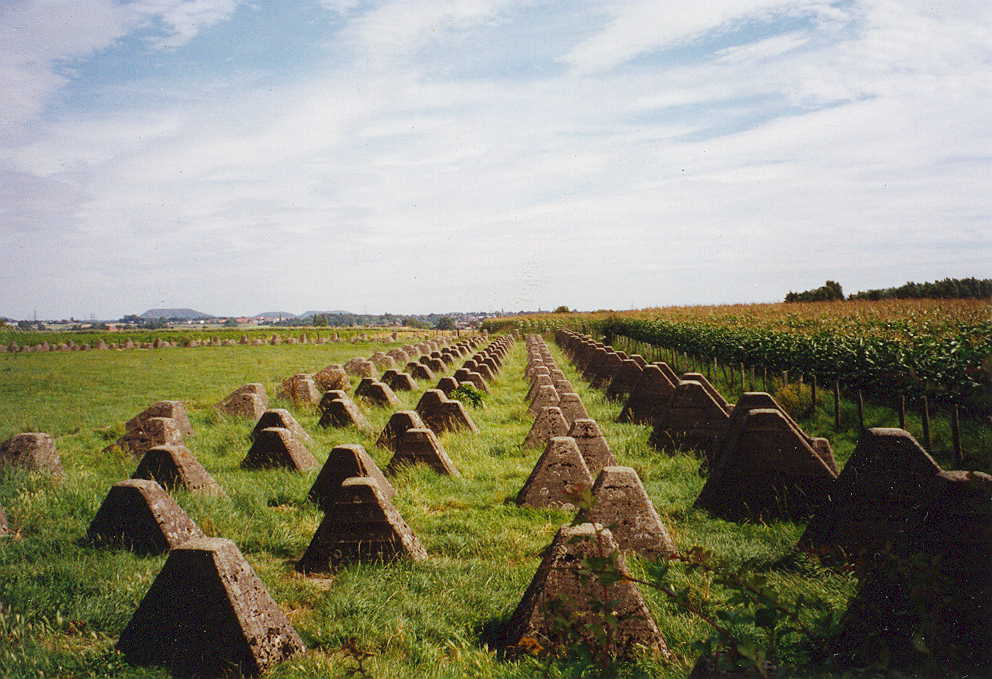
Противотанковые надолбы

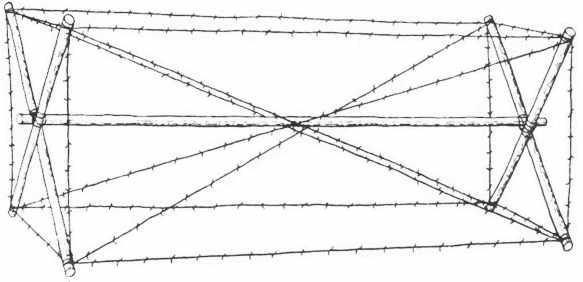
Рогатка

Искусственные препятствия имеют целью задержать противника под сильным и метким огнём с позиции или укрепления и тем увеличить его потери от огня. В частном случае, при расположении у самого бруствера, как, например, наружный ров укрепления, они расстраивают атакующего перед ударом в штыки. Вообще же искусственные препятствия располагают в расстоянии 50—150 шагов от линии огня и таким образом заставляют расстроенного преодолением препятствия неприятеля пробыть ещё некоторое время под огнём обороняющегося. Относить искусственные препятствия далее 150 шагов от линии огня невыгодно вследствие трудности наблюдения за ними в туман и сумерки и увеличения длины препятствия по фронту. Сила искусственных препятствий заключается в неожиданности их для противника и в невозможности разрушить их издали огнём артиллерии, поэтому располагать их надо скрытно от взоров и, если возможно, от выстрелов с поля; достигают этого возводя впереди препятствия земляную насыпь — гласис.
Искусственными препятствиями усиливают оборону наиболее важных пунктов оборонительного расположения или располагают их в слабейших местах с целью заставить противника отказаться от их атаки; такими слабейшими местами оказываются обыкновенно короткие фасы или исходящие углы, вообще пункты, с которых впередилежащая местность слабо обстреливается. Размеры искусственных препятствий определяются требованием трудности их преодоления и уничтожения: для горизонтальных препятствий ширина не менее 2—6 саж.; для вертикальных — высота не менее 2,5 арш.; длина — не допускающая или затрудняющая обход. Материал — преимущественно земля, дерево, железо, порох и вода. С помощью земли устраиваются наружный ров укреплений и волчьи ямы (черт. 7).
Волчьи ямы не представляют достаточно серьёзной преграды и не выносят продолжительной службы; их часто усиливают другими препятствиями или забивают в дно ям и между ними заостренные сверху колья. Из дерева устраивают шахматные колья, засеку и палисады. Засека (черт. 8) — одно из серьёзнейших и наиболее трудно уничтожаемых препятствий; устраивается она очень скоро; иногда засеку усиливают, оплетая деревья проволокой. Если имеется достаточно проволоки, то устраивают проволочную сеть (черт. 9); проволочная сеть — отличная преграда, лучше всех других сопротивляющаяся артиллерийскому огню; состоит из нескольких рядов забитых в землю кольев, между которыми в разных направлениях натянута проволока.

### Минное поле

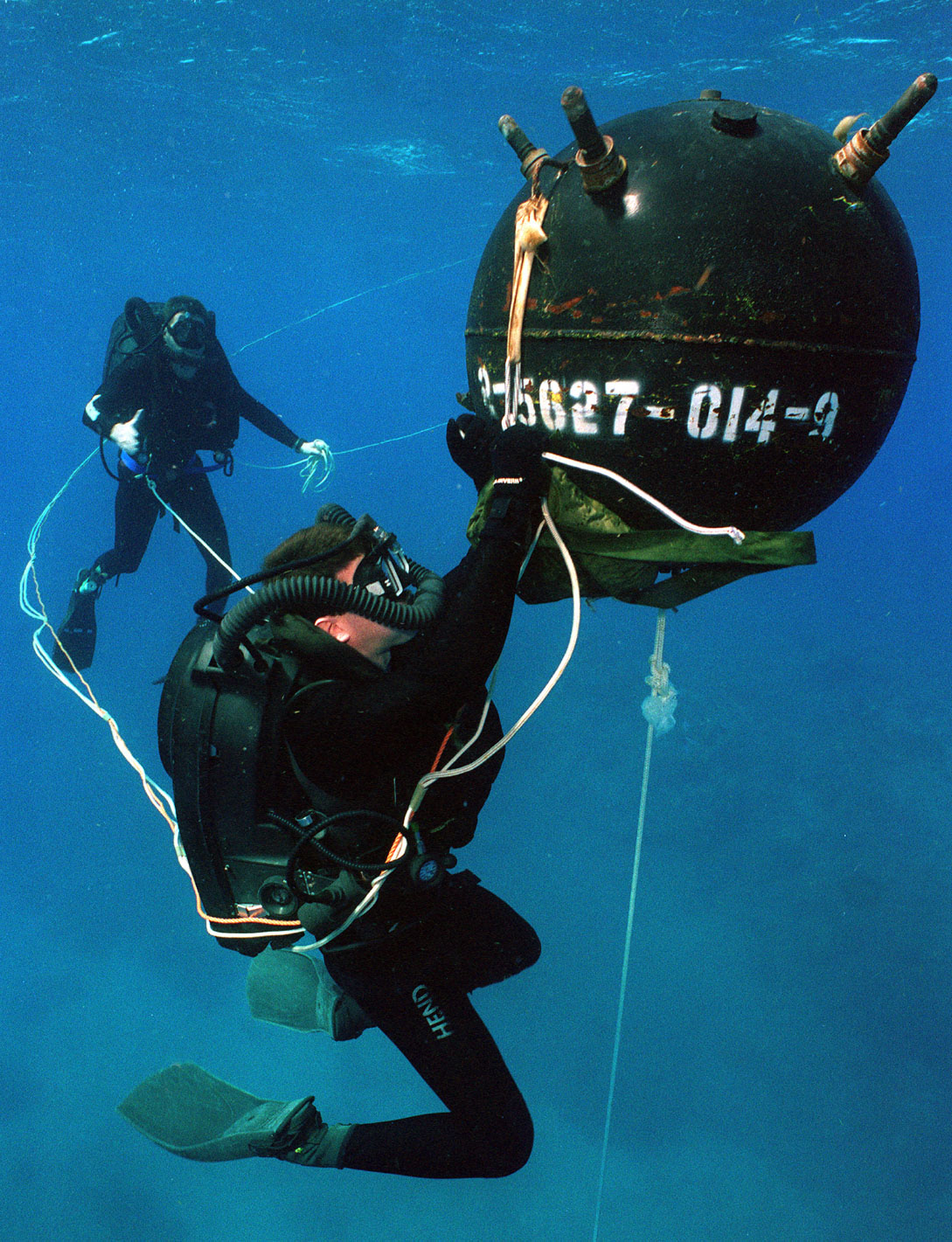
Морские мины — боеприпасы, установленные в воде и предназначенные для поражения подводных лодок, кораблей и судов противника, а также для затруднения их плавания.

С помощью пороха устраивают фугасы, которые разделяются на обыкновенные, камнемётные и самовзрывчатые, или торпеды. Обыкновенные и камнеметные фугасы при приближении к ним противника взрываются обороняющимся с помощью огнепривода, электрического или шнурового; торпеды действуют автоматически, под тяжестью проходящих над ними людей. К препятствиям, устраиваемым при помощи воды, относятся запруды и наводнения. Какой-нибудь ручей, протекающий параллельно фронту оборонительного расположения наших войск или перпендикулярно к этому фронту, от неприятеля к нам, перегораживают при помощи плотин и получают при высоких берегах запруду, то есть увеличение глубины ручья, а при низких — наводнение. Устройство запруд и наводнений требует очень много времени, и потому в полевой войне ими пользуются редко. Д) Приспособление местных предметов к обороне рассматривается в особом отделе, называемом «применение полевой Ф. к местности». В этой прикладной части рассматривается применение общих правил, выведенных из части теоретической, к наиболее характерным случаям на местности действительной, всегда более или менее неровной и изобилующей местными предметами, каковы рощи, дома, заборы, канавы, овраги, реки, высоты, теснины и т. п. Применение полевой Ф. к местности учит нас усилению их естественных оборонительных свойств, организации упорной обороны и, насколько возможно, предусматривает все случаи, встречающиеся при занятия оборонительных позиций.

## Фортификация в России

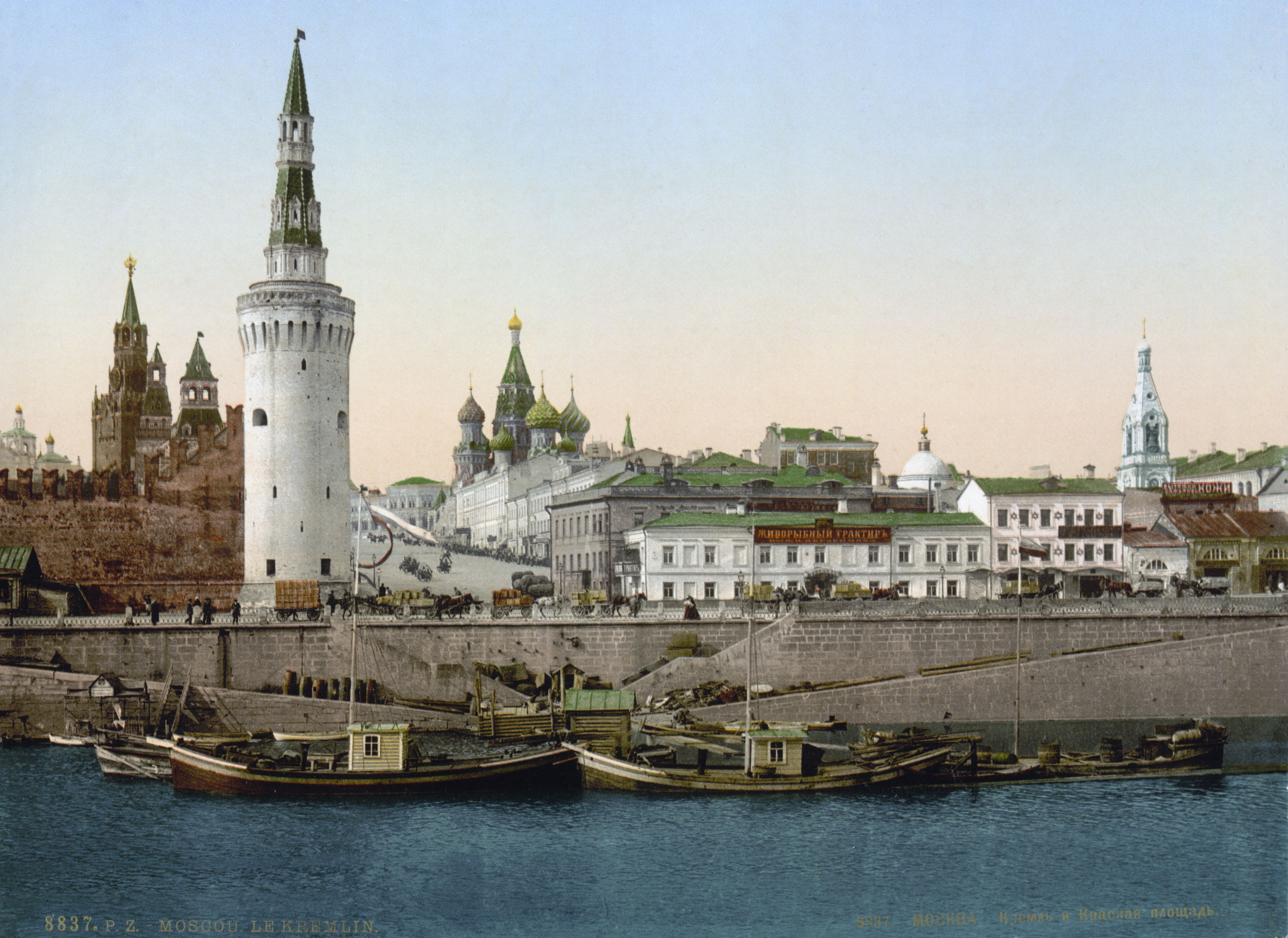
Московский кремль в 1896 году. Фотохром Петра Павлова

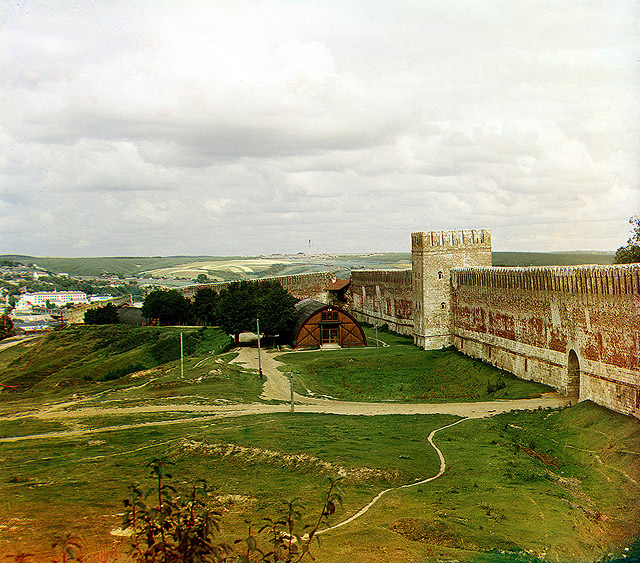
Стены Смоленского кремля в 1912 году, Цветная фотография Сергея Прокудина-Горского

Фортификация в России появилась одновременно с началом оседлости русских и прошла через те же фазы, что и в Западной Европе, но значительно позднее; неблагоприятно сложившиеся исторические обстоятельства, — междоусобицы во время удельной системы и татарское иго — на много лет затормозили развитие фортификации в России.
Первобытным укрытием и защитой от неприятельских нападений в России служили, как и повсюду, земляные оборонительные ограды, состоявшие из вала со рвом впереди; высота валов доходила до 10 саж., толщина 1,5—3 саж., глубина рвов 2—5 саж. На поверхности вала не располагали никаких закрытий для его защитников: они прикрывались своими щитами. Такого рода земляные ограды были у нас в употреблении до половины IX стол., то есть в то ещё время, когда в Западной Европе они давно были заменены каменными стенами. С IX ст. начинают входить в употребление деревянные ограды. Громадные наши леса доставляли для них неистощимый материал; особенно охотно употребляли дуб вследствие его прочности.
Ограды делились на тыновые и венчатые. Тыновые состояли из палисада высотой до 2 саж.; для стрельбы из-за них устраивали подмости (банкет) или прорубали в них бойницы. Не отличаясь большой силой сопротивления, тыновые ограды употреблялись для укрепления пунктов второстепенной важности. Венчатые ограды при ширине наверху 1—3 сажени и высоте около 2 сажен состояли из городней, то есть срубов, прислоненных один к другому. «Срубить» город обозначало построить деревянную ограду. Так как городни в местах соприкосновения между собой быстро загнивали, то вскоре от них отказались и начали строить венчатые деревянные ограды тарасами. Тарасы состояли из двух продольных брусчатых стенок, связанных поперечными; промежутки между стенами заполняли землёй и камнями, а для предохранения от поджога — снаружи стены обмазывали глиной и обкладывали дёрном.
В конце XI стол. на вершине венчатых оград появился заборол (бруствер), сначала дощатый, потом бревенчатый; стрельба производилась поверх заборола, который делался высотой в 1,5—2 арш.; при более значительной высоте устраивали банкеты, называемые кроватями. Деревянные ограды всегда усиливались венчатыми башнями, которые в старину называли вежами, столпами, кострами, стрельницами; точное название — башня — входит в употребление только со времён Курбского. Башни делали преимущественно шестиугольными, шириной 2—5 саж., высотой до 5 саж.; проезжие башни, служившие для сообщения с полем, и подзорные, для лучшего наблюдения за отдаленной местностью, доходили до 12 саж. высоты. В стенах башен прорезывали окна (бойницы) для ружейной и пушечной стрельбы. Обыкновенно они выступали из стен наружу, а в городе Коротояке одна башня была вся подана вперёд и образовала род капонира.
Наиболее распространёнными искусственными препятствиями были тын (палисад), частик (шахматные колья) и чеснок (тот же частик, но железный). Каменные ограды входят в употребление с половины XI в. (Киев, заложенный Ярославом в 1037 г.; Новгород 1044 г.), причём их часто располагали вместе с деревянными и земляными оградами. Стены строили из естественных камней или из кирпича; высоту стен делали от 3 саж. (Китай-город в Москве) до 7 саж. (Смоленск), толщину от 1 саж. (Коломна) до 3 саж. (Китай-город). На верхней площадке стены располагали брустверную, зубчатую стенку. Огнестрельное оружие вызвало ярусный огонь, для которого стали располагать подошвенные, средние и верхние бои, последние преимущественно для стрелков. Подошвенные и средние бои представляли отдельные печуры (оборонительные казематы) на одно орудие, расположенные по высоте не одна над другой, а вперемежку. Печуры отстояли одна от другой на 9 саж. На исходящих углах ограды и на более длинных участках её располагались башни: малые — для обстреливания самой ограды, большие — для фронтальной и перекрёстной обороны впередилежащей местности. Замечательны полукруглые выступы ограды Пскова, перши, служившие сначала для продольного обстреливания подступов к стене метательными машинами, а потом и огнестрельными орудиями.
Древняя Россия охранялась от неприятельского вторжения многочисленными отдельными укреплёнными пунктами и сторожевыми линиями. Первые назывались городами или городками, смотря по величине. Всякий населённый пункт непременно укрепляли для ограждения от грабежей, сопровождавших как внешние, так и междоусобные войны; без этого условия он переставал быть городом. Большей частью города были обнесены одной оградой, но важнейшие из них имели несколько оград, разделявших город на части, которым тоже было присвоено название городов.
Таким образом Москва состояла из Кремля, Китай-города, Белого города; Псков — из Кремля, Среднего города, Большого города и Запсковия. Эти ограды образовались по мере накопления жителей, селившихся вне существующей ограды и укреплявших свои предместья. Наружные укреплённые ограды называли окольным городом, или охабнем; внутреннюю ограду — детинцем (где можно было укрыть — «деть» — старцев, жен и детей), или кремлем (по-татарски — крепость). Ограду, ближайшую к детинцу, называли кромом; внутри её помещали житницы — кромы.
Пункты, обнесенные более слабыми оградами, чаще всего тыном, назывались острогами; их располагали для усиления жилых мест, не вошедших в состав городов, или на границах с народами, мало искусными в военном деле. Остроги делились на жилые — с жителями, и нежилые — вмещавшие только гарнизон; в них помещались съезжая изба, воеводский двор, зелейные (пороховые) и хлебные амбары, тюрьма и осадные дворы. Сторожевые линии в виде длинных непрерывных оград устраивали против набегов татар, происходивших чаще все в одном и том же направлении. На открытой, степной местности сторожевые линии состояли из земляного вала со рвом и носили название вала или черты. В странах лесистых они состояли из густых, непроходимых лесных завалов, называвшихся засечными линиями, шириной от 16 до 30 саж. Вдоль сторожевых линий для их усиления на важнейших пунктах, особенно на дорогах, располагали города, городки и остроги. Нередко в военное время роль долговременных укреплённых пунктов играли укреплённые монастыри. Так, в 1581 г. Печорский монастырь отразил все нападения Батория; ещё более знаменита оборона Троицкой Лавры в 1608—1610 гг.
Земляные и деревянные ограды были возводимы русскими строителями; в этой специальности мы много превосходили иностранцев. Уже в «Русской Правде» Ярослава говорится о городниках (строители оград) и мостниках (строители мостов). Но для возведения каменных оград мы прибегали к иностранным руководителям: сначала к грекам, потом, в XV ст., к немецким иноземным мастерам. Иоанн III и Иоанн IV стали выписывать итальянских военных архитекторов, из которых особенно известен Аристотель Фьораванти (1475). Он возвёл много кремлей, оград, выучил нас лить пушки, наводить мосты. Под руководством итальянских инженеров образовалось и несколько русских строителей, из которых упомянем об Иване Выродкове, построившем Свияжск в 1551 г., деревянную ограду Галича в 1557 г. и башню при осаде Казани в 1552 г. Вслед за итальянцами мы обращались к голландцам; так, Ян-Корнелий фон Розенберг построил в 1632 г. в Ростове земляную бастионную крепость. Иоанн IV упорядочил инженерно-строительное дело, основав Пушкарский приказ, заведовавший артиллерийской и инженерной частью. С того времени постройка, исправление, содержание укреплённых пунктов сосредоточивается в этом приказе.
По мере усовершенствования огнестрельного оружия русские строители охотно вернулись к земляным оградам, лучше сопротивляющимся разрушению и дающим на своей вершине более просторную позицию для обстреливания впередилежащей местности и встречи штурмующих холодным оружием. При этом в отличие от западных инженеров русские мало заботились о надлежащей высоте эскарпных стен, возлагая упование на живую силу, благо в ней не было недостатка при поголовном участии всех жителей осажденного города в отражении штурма.
Пётр Великий положил прочное начало инженерному делу в России, основав корпус инженеров и создав инженерные войска, и сам был замечательно талантливым инженером. При нём в крепостных оградах впервые возникли охранительные казематы и появились отдельные передовые укрепления как средство обеспечить центральное крепостное ядро от бомбардирования; но самое главное нововведение Петра, о котором вспомнили только 2 столетия спустя, чтобы никогда уже о нём не забывать, — заключалось в фортификационной подготовке поля сражения (знаменитые редуты под Полтавой), ознаменовавшей появление у нас полевой Ф. в том смысле, как её понимают теперь. Пётр Великий составлял исключение; вообще же наши инженеры того времени в долговременной Ф. нерешительно подражали Западной Европе, а в искусстве постепенной атаки значительно от неё отставали. К началу XIX в. хотя наши крепости уступали крепостям Западной Европы, но в осадном искусстве мы с ними сравнялись, а в теоретических предложениях, в проектах фронтов разного начертания — даже опередили; инженеры Деденев, фан-Сухтелен, Опперман не побоятся сравнения с самыми талантливыми современными им иностранными инженерами. В XIX в. у нас возникла и широко развилась военно-инженерная литература; явились учёные исследования и учебники по разным отраслям Ф. Целый ряд талантливых инженеров, особенно Шильдер и знаменитый граф Тотлебен, настолько подвинули вперёд русское военно-инженерное искусство, что в настоящее время существование оригинальной русской фортификационной школы не подлежит сомнению.
Наша школа в XIX веке пользовалась за границей уважением и несомненным влиянием. Выдающиеся фортификационные сочинения русских военных инженеров переводились на иностранные языки.

## Международная конференция«Крепости и замки Балтийского моря»
Международная конференция «Крепости и замки Балтийского моря» (Castalla Maris Baltici — IX) — мероприятие, призванное защитить фортификационные сооружения, находящиеся на берегах Балтики. Конференция проходит раз в два года в разных странах, в 2007 году она впервые за 17 лет проводилась в России, на территории Петропавловской крепости.
В программе этого форума — заострить внимание на неудовлетворительном состоянии многих памятников крепостного зодчества. В планах учёных составить обращение к правительству России с предположениями об улучшении ситуации.